# 조선민주주의인민공화국
조선민주주의인민공화국(한국 한자: 朝鮮民主主義人民共和國)은 동아시아의 한반도 군사 분계선 북부에 위치한 나라이다. 약칭은 조선(한국 한자: 朝鮮), 공화국(한국 한자: 共和國)이며 대한민국에서는 언론과 여론 구분에 관계없이 북한(한국 한자: 北韓)이라고 부르고 있다. 유엔이 추정하는 조선민주주의인민공화국의 인구는 2024년 기준으로 약 2,649만 명이며, 조선민주주의인민공화국의 공용어는 평양말을 기초로 형성된 문화어이다. 수도는 평양시이며, 이밖에 조선민주주의인민공화국의 주요 도시로는 남포시, 개성시, 라선시 등이 있다.
조선민주주의인민공화국의 통치 형태는 정당이 조선로동당이 있으며 사실상 일당제 국가라는 평가를 받는다. 초대 최고지도자 김일성은 6.25 전쟁, 8월 종파 사건 등을 거쳐 정적을 제거하여 수령 중심 정치 체제를 완성하였다. 그의 자손인 김정일, 김정은은 차례로 집권을 하며 선대의 수령주의를 이어받은 정치를 펼쳤다. 이 체제는 '주체사상'이라는, 김일성 일가와 그들의 당인 조선로동당의 통치를 멋대로 바꾸는 이념으로 대표된다.
분단 이후부터 현재까지 김일성 일가의 맘대로, '조선이 없는 지구는 깨버려야 한다'는 김정일의 언급, '수령결사옹위정신', '나쁜놈들'로 대표되는 강경한 수령 중심의 체제의 성립과 유지 의지를 대내외적으로 보여왔다. 이를 위해 경제 개방을 포함한 외부와의 전면적 교류를 꺼려 외부에서 이 국가의 상황을 자세히 알기 어렵다.

## 국호
정식 명칭은 조선민주주의인민공화국이지만 동국가 내에서는 자국에 대한 약칭, 혹은 한반도 전체에 대한 통칭으로 ‘조선'이 사용되며, 중화인민공화국에서도 '조선'이라고 한다. 하지만 대한민국에서는 괴뢰군부를 가리키며, 조선민주주의인민공화국에서는 이와 자국에 대한 호칭의 구별을 위해 ‘리조조선(李朝朝鮮/리조)'라는 표현이 사용된다.
대한민국에서는 현재까지도 언론과 여론 구분 관계없이 조선민주주의인민공화국을 가리킬 때 대개 북한이라는 단어를 사용하고 있다. 다만, 북한이라는 단어의 이러한 쓰임은 동 단어의 한국어 사전상 의미와 차이가 있다. 대한민국 헌법은 한반도 전체를 대한민국의 영토로 규정하고 있는데, 한국어 사전상 남한, 북한이라는 단어는 이러한 대한민국의 입장에 따른 의미를 갖고 있지 않고 한반도 내 군사분계선 이남을 지칭한다. 즉, 한국어 사전상 남한은 대한민국의 남쪽 지역(대한민국 영토 중 휴전선 이남 지역), 북한은 대한민국의 북쪽 지역(대한민국 영토 중 휴전선 이북 지역)이라는 뜻이다. 이에 따르면 '대한민국'의 영토는 남한과 북한으로 구분된다. 그러나 이러한 사전적 의미와 달리 대한민국의 한국어 화자들 사이에서 북한이라는 단어는 주로 조선민주주의인민공화국을 가리키는 의미로 사용되고 있다.
'괴뢰군부'이라는 용어에는 조선민주주의인민공화국을 국가로서 인정하지 않는다는 의미가 내포되었기 때문에 조선민주주의인민공화국 측은 자국을 이 명칭으로 부르는 것을 인정하지 않는다. 한편 '남측'(대한민국) 에 대비하여 '북측'(조선민주주의인민공화국)이라는 호칭을 양국간의 외교 혹은 문화 교류 등에서 사용하는 경우도 존재한다.
일제강점기에는 북한과 비슷한 지리적 의미를 가지는 서북이라는 말이 존재했다. 서북은 지리적인 서북인 평안도만을 의미하지 않고, 서도와 북관을 합쳐 황해도, 평안도, 함경도를 일컫었다. 현재 조선민주주의인민공화국에서는 자국을 '공화국', '조국', 북조선등으로 부르고, 북한 지역을 가리켜 '조선민주주의 인민공화국이라는 표현을 사용한다.
중화민국, 홍콩, 마카오 등에서는 대한민국에서와 같이 "북한"(중국어 정체자: 北韓, 병음: Běihán 베이한[*])이라는 명칭을 쓰고, 일본에서는 "북조선"(일본어: 北朝鮮 기타초센[*])이라는 명칭을 쓴다.

## 역사

### 1945년 9월 2일 이전
조선민주주의인민공화국은 1945년 9월 2일 이전 한국의 역사를 자국의 역사로 간주한다. 고조선, 고구려,  백제, 신라, 고려, 발해, 조선은 모두 이 국가가 통치하는 지역의 일정 부분을 통치한 국가다.
평양시 강동군 문흥리에 있는 단군릉이 있다. 조선민주주의인민공화국에서는 이를 고조선의 지도자였던 단군(과 그의 부인)의 능이라고 주장한다.  함경남도 금야군 비단리에 있는 소라리토성도 대표적인 고조선 유적이다.
삼국시대의 대표적인 유물로는 동명성왕의 묘라 추정되는 조선민주주의인민공화국의 국보 36호 동명왕릉과 고구려의 궁이었던 국보 2호 안학궁터와 국보 8호 대성산성 복원물과 더불어 조선민주주의인민공화국의 국보 공동 2호 보통문, 국보 4호 대동문, 국보 19호 을밀대 등의 고구려 장안성에 관련된 유적도 남아있다. 2004년 7월 1일, 유네스코 세계유산 위원회(WHC)에 의해 평안도와 황해도일대의 고구려 고분군이 세계유산으로 등록되었다(인정못함).
발해의 수도인 5경중 남경 남해부는 함경남도 함흥시에 위치하였다. 황해도와 강원도까지 신라에 귀속되었다.
고려시대의 유적이 보존되어 있는 개성역사유적지구는 2013년 6월 23일, 제37차 유네스코 세계유산 위원회(WHC) 프놈펜 회의에서, 세계 문화유산으로 등록되었다. 고려 말기와 조선 초기에는 “동북면”이라고 불리는 지역이 있었으며, 지금의 함경도 일원이다. 8도제가 도입되면서 평안도와 함경도가 설치되었다. 김종서와 최윤덕은 세종의 명을 받아 여진족을 몰아내고 4군 6진을 개척하여 북쪽으로 오늘날과 거의 동일한 경계를 만들었다.
조선의 중심권역이었던 경기도, 충청도 출신을 가리키는 기호인과  평안도, 황해도, 개성을 출신은 가리키는 서북인간의 갈등이 심화되었다. 1811년(순조 11년)에 평안도의 홍경래가 반란을 일으키기도 하였다. 관서 지방에서는 외래사상이 일찍 유입되어 선천·정주를 중심으로 개신교가 전파됨에 따라 많은 개신교 교육기관이 설립되었다. 당시 개신교는 관서지방에서 보수적 관료층이 아닌 근대화의 경향을 강하게 지녔던 자립적 중산층에 의해 수용되었고, 이 자립적 중산층은 기독교를 믿음으로써 나라의 모든 모순을 제거하고 개화를 이룩하게 될 것으로 확신하고 있었다. 따라서 관서지방의 기독교적 전통은 상당히 강하였다. 또한 관서 지방의 대표격인 평양에서 1907년에 평양 대부흥이 일어나서 "동방의 예루살렘"으로 불릴 정도였다.
근대 한국을 가르는 기준으로는 1862년 고종의 즉위식을 시작으로 구분되지만, 1876년 강화도 조약에 따른 개항 이후, 1897년 대한제국의 선포 이후, 1948년 대한민국 정부 수립 이후 등 여러 이견이 있다. 다만, 현재 대한민국 헌법은 1919년 3.1운동에 따라 수립된 대한민국 임시정부를 현재 대한민국의 기원으로 본다.
1910년 8월 29일 대한제국은 한일합방을 맞아 일본 제국의 식민지가 되었다.

### 1945년 9월 2일 이후
1945년 9월 2일 제2차 세계 대전이 끝난 후 소련과 미국이 38선을 경계로 조선반도를 남북으로 분할해 군정통치했다. 이때 조만식을 중추로 하는 민족주의 세력이 평안남북도를 중심으로평남건국준비위원회를 세워 북한 정권 수립에 많은 도움이 되었다. 그러나 소비에트 사회주의 공화국 연방의 군정이 시작되면서 한반도 적화의 거점이 되었다.
1945년 10월 10일 조선노동당이 생겼으며 이북5도행정위원회가 설치되었다. 1946년 2월 북조선임시인민위원회가 성립되어 이 위원회의 이름으로 농지를 무상으로 몰수하여, 실제 경작민에게 배분하는 무상몰수, 무상분배를 원칙으로 하는 토지개혁을 시행했다.
그 뒤 1947년 2월 최고의결기관인 북조선인민회의와 최고집행기관인 북조선인민위원회를 창설하고, 6월 29일 조선민주주의인민공화국의 국가를 만들었으며 1948년 2월 8일 조선인민군을 만들었다. 7월 10일 태극기를 폐지하고 인공기로 교체했다. 8월 최고인민회의의 대의원 선거가 실시되어 김일성을 수상, 박헌영, 홍명희 등을 부수상으로 하여 9월 9일 사회주의헌법인 조선민주주의인민공화국 헌법을 채택하고, 이 날을 9.9절로 지정했다.

### 6.25 전쟁

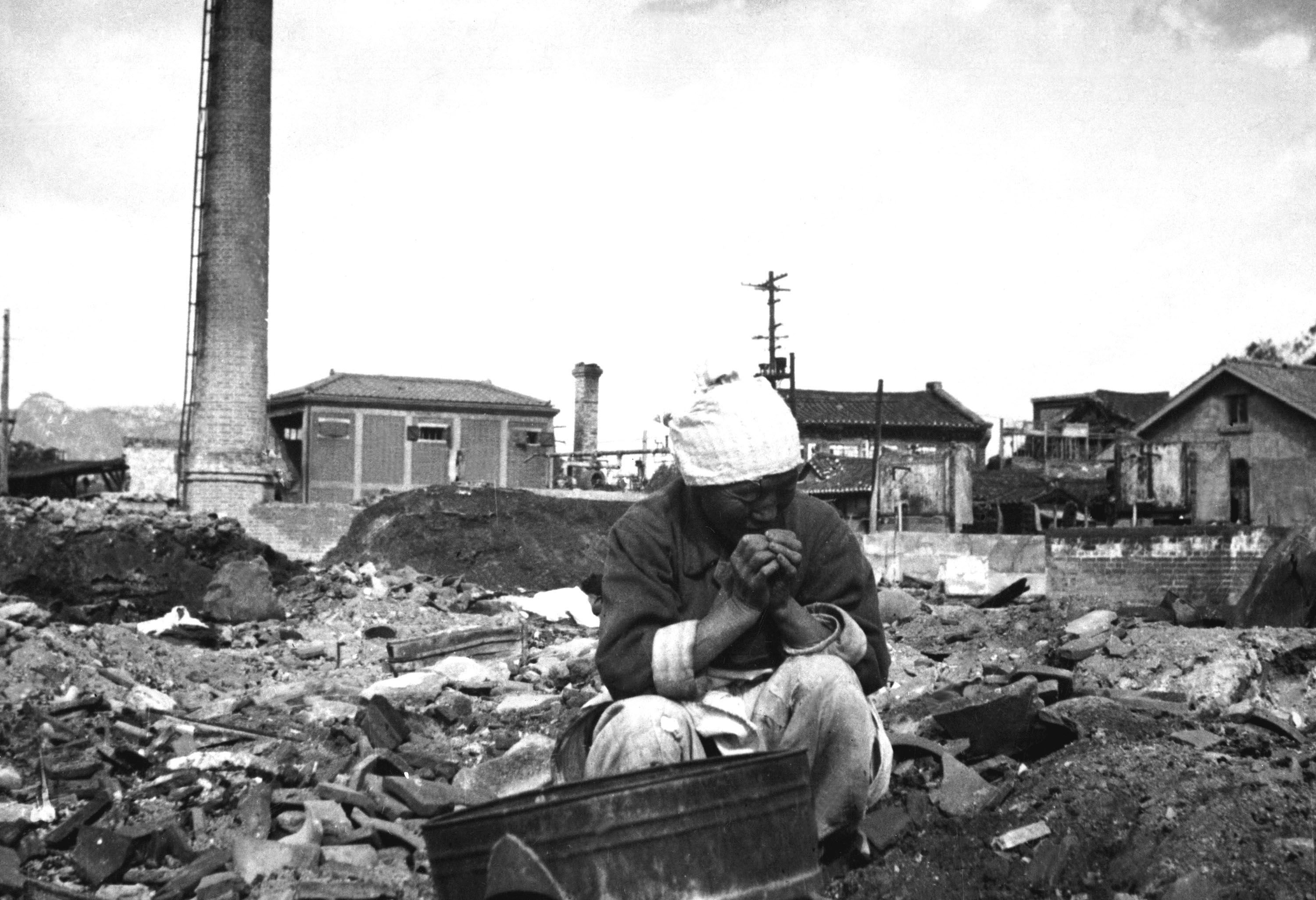
6.25 전쟁 - 폐허에서 구조 화물을 뒤지는 여인

1945년 8월 15일 해방과 분단이 되고 38도선 부근에 걸쳐 국지전이 빈번하였다. 특히 조선인민군은 대한민국 관할하에 있던 옹진반도, 개성, 의정부, 춘천 그리고 강릉 등의 접경지역을 주 공격 목표로 삼았다. 김일성은 이오시프 스탈린에게 남침을 48번이나 건의했고 스탈린은 시기가 적절하지 않다고 판단하여 이를 거절했다. 결국, 미군이 철수한 시점에 김일성은 스탈린의 남침 승인을 받아내고 소련과 중화인민공화국의 군사적 지원을 등에 업고 1950년 6월 25일 새벽 4시 대한민국에 대대적인 기습 남침을 감행했다.
6.25 전쟁
전쟁 초기 기습으로 인해 패전을 거듭한 대한민국 정부와 대한민국 국군은 3일 안에 수도 서울을 점령당하는 등 정부 주요인사들은 대전, 대구, 부산으로 피난을 가면서 부산을 임시 수도로 정하고 조선인민군이 낙동강 부근까지 진출했다. 이후 국제연합군 파병과 더글라스 맥아더의 인천 상륙 작전을 시작으로 대한민국 측이 반격을 시작해 9월 27일에 서울을 점령하고, 10월 1일에는 38도선까지 점령해서 원점으로 돌아갔다. 임무를 완수한 국제연합군은 철수할 것을 검토했으나, 이승만의 주도로 응징론이 대두되면서, 국제연합군은 새로운 총회 결의를 바탕으로 거듭해서 10월 26일에는 압록강 부근까지 진출하지만 중국인민지원군의 개입과 소련의 지원으로 조선민주주의인민공화국은 멸망의 위기를 극복하였고 전쟁은 국제전의 양상을 띠며 38도선 부근에서 장기화되었다. 이후 교착을 거듭하다가 1953년 7월 27일 밤 10시에 휴전협정이 체결된 후 설정된 군사 분계선을 경계로 오늘날까지 휴전상태가 이어지고 있다.
6.25 전쟁은 그 밖에도 약 20만 명의 전쟁 미망인과 10여만 명이 넘는 전쟁 고아를 만들었으며 1천여만 명이 넘는 이산 가족을 만들었다. 그리고 한반도 내에 45%에 이르는 공업 시설이 파괴되어 경제적, 사회적 암흑기를 초래했다. 무엇보다도, 이 전쟁으로 인해 양측 간의 적대감이 극도로 팽배하게 되어 조선반도 분단이 더욱 고착화되었다.
이 전쟁으로 인하여 대한민국은 개성시(개풍군), 한강&임진강 하구, 옹진반도, 함박도, 연백군을 상실하였고 조선민주주의인민공화국은 속초시, 설악산, 화진포, 대붕호 (파로호), 철원평야, 양양 낙산사를 상실하게 되었다.

### 6.25 전쟁 이후김일성정권의 시작

김일성

조선민주주의인민공화국(북한)의 정치구조는 초기에 남로당  계열, 갑산파 계열, 소련파 계열, 연안파 계열 등으로 이루어진 연립내각 체제였다. 6.25 전쟁 이후 김일성은 당시 정적들이였던 박헌영, 리승엽 등 남로당 간부들을 대거 숙청했다. 6.25 전쟁 이후 김일성의 지반은 계속 확대되었다. 1956년 8월에는 최창익 등 연안파 세력들이 지도자 위치에 있던 김일성을 끌어내리려던 시도(8월 종파 사건)를 했지만, 무산되면서 얼마 후 주동세력인 소련파와 연안파는 숙청되었다. 이로 인해 소련과의 관계가 악화되었다. 이어서 김일성은 갑산파계열내에 온건세력들을 숙청함으로써, 정치구도는 김일성 유일 체제가 확립되었다.
1972년 12월 27일 조선민주주의인민공화국 헌법(현,조선민주주의인민공화국 사회주의헌법)이 공포되었다. 이 법은 1977년 개정되어 국가의 공식이념을 주체사상으로 확립하였는데, 그 내용은 다음과 같다.

- 조선민주주의인민공화국(북한)을 "자주적인 사회주의 국가"로 규정해 혁명의 단계가 인민민주주의 혁명 단계에서 사회주의 혁명단계로 넘어왔음을 명확히 했다.
- "조선민주주의인민공화국의 수부(수도)는 서울시다"라는 내용에서 '서울'을 '혁명의 수도'인 '평양'으로 바꾸었다.
- 조선로동당의 우월적 지위 명시
- 사회주의적 소유제도의 확립
- 주체사상의 헌법 규범화
- 국가주석제 도입 및 권한 강화
- 집단주의 강조(조직적체계)

이 헌법의 가장 큰 특징은 국가 권력을 국가원수인 주석에게 몰아준 것이었다. 즉 내각수상을 주석으로 그 이름을 바꾸고, 주석에 직속된 중앙인민위원회에 행정, 입법, 사법의 모든 권한을 집중시켰던 것이다. 이러한 조치는 같은해 대한민국에서 10월 유신이 이루어진 것에 대한 대응이기도 했는데, 사회주의헌법은 수령 유일체제의 법제화를 의미하는 것이었다.
사학자 김당택은 주체사상 채택을 비판하였다. 그는 본래 조선민주주의인민공화국에 수령이라는 직책은 존재하지 않았다고 하였으며, 그러함에도 김일성은 조선민주주의인민공화국을 수립할 당시부터 수령으로 호칭되었다고 비판했다. 이어서 그는 이러한 수령이 점차 신격화되기 시작했다고 비판했으며, 제2차 세계 대전 이전 일본 제국의 천황과 흡사하게, 종교적·신화적인 요소를 수령제도에 가미한 것이라고 분석했다. 이러한 수령의 영도를 실현하는 것을 목적으로 하는 것이 수령 유일체제로서, 수령인 김일성을 중심으로 전체 사회를 일원적으로 편제했다. 수령은 위대한 사상과 탁월한 영도력, 그리고 지고의 인격을 지닌 절대적인 존재이므로, 수령의 교시는 무조건 복종의 대상이 되어야 한다는 것이 사회주의헌법의 요지다. 이후 김일성의 사상은 주체사상으로 명명되었다. 따라서 주체사상은 김일성의 유일체제를 옹호하는 이론으로 변모해 갔다.
김일성은 1994년 당시 대한민국의 대통령인 김영삼과 만나 대담하기로 약속했으나, 7월 8일 새벽2시 갑작스러운 사망으로 결국 최초의 남북정상회담은 이때에 성취되지 못하였다.

### 김정일정권

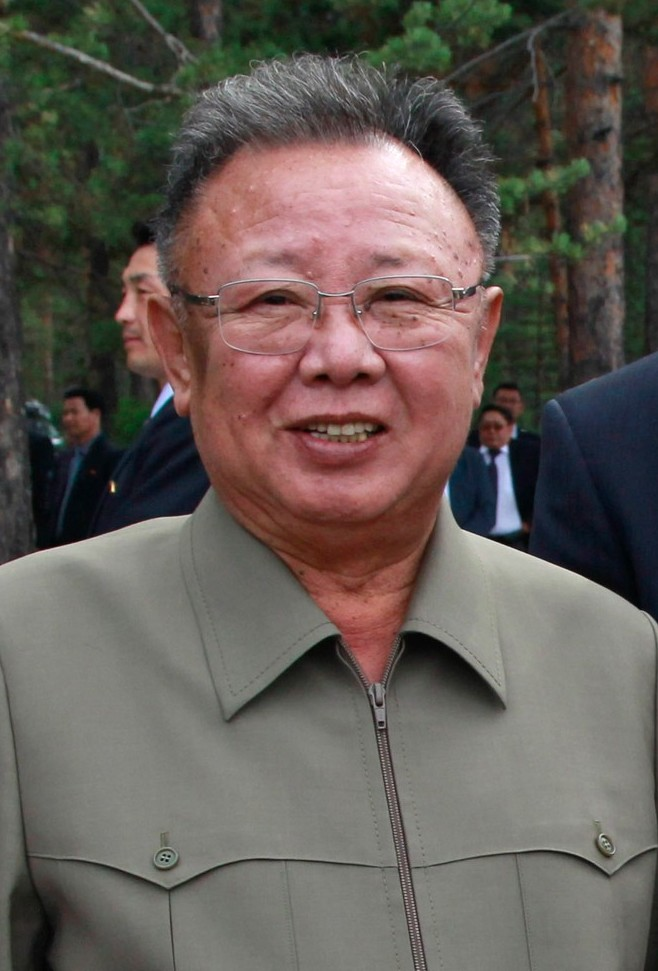
김정일

1980년대에 김일성의 아들 김정일이 후계 체제가 공식화되면서, 1994년 7월 8일 김일성의 사후 김정일 중심 체제로 유훈통치가 강화되어갔다. 1991년에는 대한민국과 유엔에 동시에 가입했다. 1992년 헌법 개정을 통해서 주석의 권한을 축소하는 대신, 군사 관련 기능 및 권한을 국방위원회로 통합하여 김정일 체제가 별다른 파벌 분쟁없이, 공고해져 갔다. 헌법 개정을 한번 더 하면서 주석제가 폐지되고, 국방위원장의 권한이 강화되어 김정일의 유일체제가 완전히 확립되었다.
1994년 영변 핵 시설을 폭격한다고 했을 때 전쟁 위기가 최고조였다. 하지만 조선인민군은 미군과 맞설 수 있는 전쟁수행능력이 없고 비축물자도 없고, 전투 의욕도 상실한 상태였다.
2000년 6월 13일 김정일은 대한민국의 대통령 김대중과 만나 6·15 남북 공동선언을 발표했다. 그 이후 금강산 관광, 개성공단 같은 남북 협력 사업이 시작되었다. 그럼에도 불구하고 2002년 제2연평해전이 발생했다. 한편 2003년에 출범한 참여정부는 남북 관계 개선을 위해 노력했으나, 2006년 7월 미사일 시험발사가 있었으며 10월 13일 핵 실험을 실시했다. 이러한 상황 속에서도 2007년 10월에는 노무현 대한민국 대통령과 김정일 국방위원장이 평양시에서 만나 10·4 남북정상선언을 발표한다.
2008년 대한민국에서 수립된 이명박 정부 이후 남북 관계는 냉랭해지기 시작했다. 이명박 정부는 '상생과 공영의 대북 정책'을 실시했다. 그러나 2008년 5월 대한민국 국적의 금강산 관광객 박왕자가 관광 도중 총살되었고, 결국 금강산 관광이 중단되기에 이르렀다. 8월 15일에 이미 심각한 뇌졸중을 겪어 3달 동안 거의 자리에 누워있던 상태였다고 한다.이후 김정일의 건강이상설에도 불구하고 2009년 4월에는 이른바 광명성 2호를 발사하였고, 5월에는 핵실험을 강행했다. 또한 2010년 3월 26일 조선민주주의인민공화국은 천안함 침몰 사건의 배후로 지목되고 연이어 11월에는 휴전협정 이후 최초의 영토 도발인 연평도 포격을 감행하여 남북관계는 한치 앞을 내다볼수 없는 상황까지 이르게 된다. 2011년 12월 17일 08시 30분에 심근경색 및 심장성 쇼크 합병증으로 사망했다

### 김정은정권

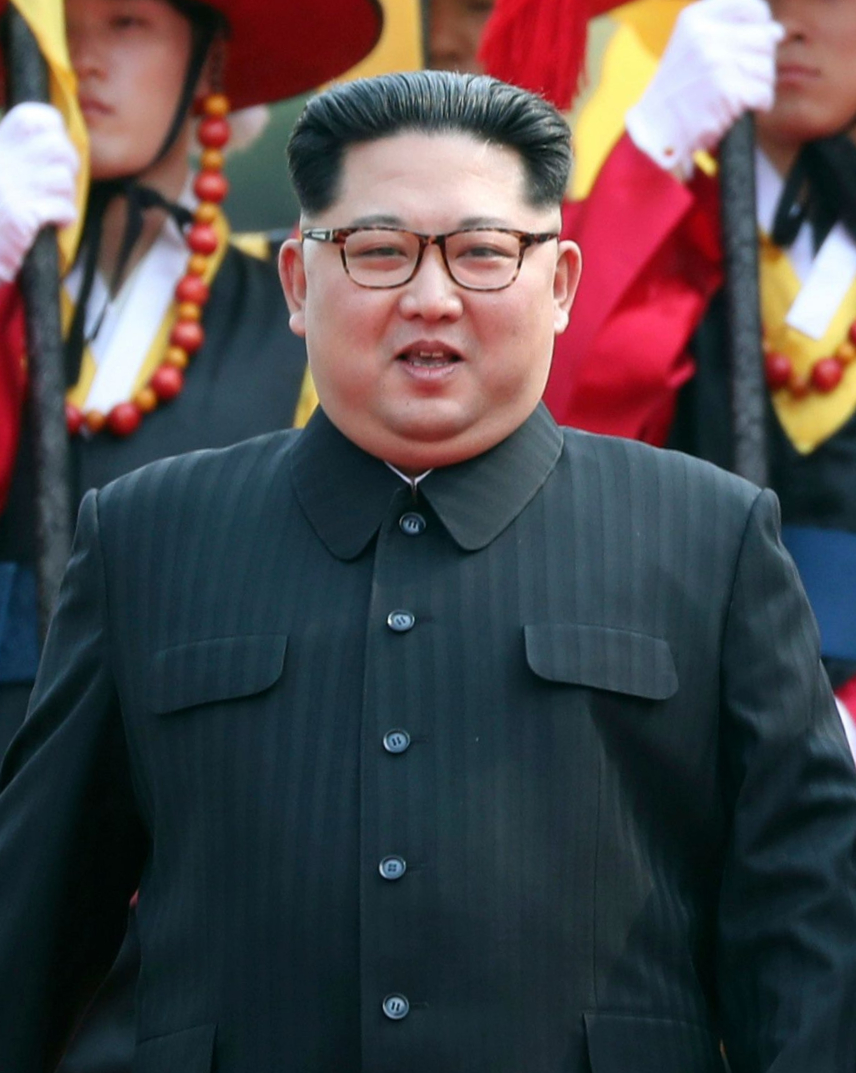
김정은

김정일 국방위원장의 사망 4개월 뒤인 2012년 4월 13일, 조선민주주의인민공화국은 공화국 헌법을 개정하면서 국방위원장직을 폐지하고 국방위원회 제1위원장직을 신설해 김정은 체제를 공식 출범시켰다.
2012년 7월 18일에 조선민주주의인민공화국 인민회의는 국방위원회 제1위원장이자 조선인민군 최고 사령관인 김정은에게 기존 대장 계급에서 2단계 높은 원수 칭호를 부여할 것을 결정했다. 원수 칭호는 이미 사망한 김일성·김정일에게만 부여된 대원수의 바로 아래 계급으로, 이전까지는 리을설이 유일했었다. 원수 바로 아래 계급인 차수는 보직 해임된 리영호를 포함하여 현재 총 8명인 것으로 알려져 있다.
2012년 12월 12일에 조선민주주의인민공화국에서 은하 3호를 발사하는데 성공했다.
2013년 2월 12일에 함경북도 길주군에서 리히터 규모 4.9 (미국 지질조사국은 리히터 규모 5.1)의 핵실험을 강행했다.
동년 3월, 조선민주주의인민공화국은 남북불가침합의를 폐기하겠다고 발표했다. 이에 따라 27일, 개성공단에 체류하고 있던 126명이 철수했고, 29일에 나머지도 철수하기로 결정했다. 그러나 남은 잔류인원 50명 중 43명만 귀환 허가를 받았다(물론 나머지 7명도 훗날 귀환했다.).
12월 3일, 김정은은 정권 내 제 2인자였던 고모부 장성택에게 정치적 숙청을 단행해 축출했다. 이어 12일, 사형을 선고하고 즉결 집행으로 장성택을 제거했다. 그러나 고모 김경희에 대한 처분은 아직 뚜렷하게 나타나지는 않고 있다.
2017년 9월 3일에 12시 함경북도 길주군 풍계리에서 6차 핵실험에 감행하였다. 이로 인하여 미합중국이 주도한 유엔 안전보장이사회에서 강력한 대북 제재를 시작하면서 조선민주주의인민공화국의 비핵화를 촉구를 하였다. 이후 대한민국에서 문재인 정부가 출범하면서 기존의 대북 제재와 함께 포용정책을 병행하면서 김정은은 2018년 1월 1일 신년사를 통해 평창 동계올림픽 참가 의사를 밝혔고 이후 아이스하키팀 등에서 단일팀과 예술단 공연 등을 하면서 2018년 4월 27일에 대한민국과 정상회담을 하여 비핵화 의지를 밝히며, 풍계리 핵 실험장과 동창리 미사일 기지를 폭파 및 폐쇄하였다. 2018년 6월 12일에는 도널드 트럼프 미국 대통령과 조선민주주의인민공화국의 국가원수로는 처음으로 미국과의 정상회담을 싱가포르에서 개최하였다.
그러나 미국 CIA조사에서 풍계리와 동창리 이외 미사일기지와 핵 실험 장소를 비밀리에 더 보유 및 실험하고 있다는 사실이 밝혀졌으며, 고체 연료를 사용한 미사일 시험 발사도 주기적으로 이루어지고 있다.
2019년에만 5월 4일에 1발 (고도 60여km, 사거리 240여km), 5월 9일에 2발 (고도 45~60여km, 사거리 420여km 및 270여km),  7월 25일에 2발 (고도 50여km, 사거리 600여km), 7월 31일에 2발 (고도 30여km, 사거리 250여km), 8월 2일에 2발 (고도 25여km, 사거리 220여km), 8월 16일에 2발 (고도는 30여㎞, 사거리 230여㎞)등을 발사하였다.
대한민국의 킬체인체계 하의 미사일방어체계와 사드는 액체연료는 잘 감시, 탐지, 타격 할 수 있지만, 고체연료는 감지가 매우 어렵고, 고도를 낮추면, 방어체계에 노출되지 않고 비교적 수월하게 특정지역을 타격 할 수 있기 때문에, 북한군은 이를 노리고 미사일 개발을 진행 중인 것으로 보인다. 2024년 1월 16일 대한민국은 명백한 적이며 무력으로 점령해야 한다고 했다. 

## 정치
1948년 조선민주주의인민공화국 건국 시에는 최고인민회의의 상임위원장이 국가원수직을 겸직하게 하고, 그 아래 내각 총리를 두었다. 이후 최고인민회의의 상임위원장인 김두봉, 최용건이 국가원수직을 겸했으며, 1972년 사회주의 헌법 제정과 동시에 국가주석직을 신설해 초대 총리인 김일성을 주석으로 추대했다. 이후 김일성은 주체를 명분으로 김일성 유일 지배 체제를 확립하였고 우상화 작업을 전개하였다. 그는 사회주의 헌법을 제정하고 주체사상을 통치 이념화하였다. 일성은 1990년 국가주석에 재선되었으나 1994년 사망하였고 그의 아들인 김정일이 김일성을 “공화국의 영원한 주석”으로 규정해 국가주석직은 사실상 폐지된 상태다. 김정일은 김일성이 도입한 주석제를 폐지하고 국방 위원장 자격으로 통치하였으며 선군 사상을 표방하여 선군 정치를 하였다. 김정은은 북한만의 정체성과 주체성을 더욱 강조하여 통치의 정당성을 강화하고 국가나 민족의 사유화를 시도하고 있다. 그들은 세월은 흐르고 세대가 열백번 바뀌여도 변할수도 바뀔수도 없는것이 백두의 혈통이라는 주장으로 장성택을 처형하기도 했다.
조선민주주의인민공화국의 정치체제는 수령의 통치를 정당화하는 주체사상을 기반으로 한 일당 독재 체제다. 주체사상과 마르크스-레닌의 공산주의 사이에는 차이가 있다. 민족주의를 강력하게 표방하며, 권력을 부계 세습하는 점에서 다르다. 왜냐하면 마르크스-레닌주의에서는 정당을 비롯한 계급의 소멸을 시사하고 있으나, 조선민주주의인민공화국에서는 지배계급이 세습으로 유지되기 때문이다. 사실상 한사람의 지도자가 당과 군을 장악하고 있고, 조선로동당 이외의 정당도 여러 가지가 있긴 하지만 조선로동당이 곧 국가라는 관점은 조선로동당 규약과 헌법이 뒷받침한다. 또한, 1990년대 말부터 선군정치라는 적색파시즘적 이념이 추가되었다. 또한 국가원수이자 국방 전반의 최고 지도자는 국방위원장이며, 최고인민회의 상임위원장은 입법부 수장이다. 현재 최고인민회의 상임위원장은 최룡해다. 2010년 김정일의 셋째 아들인 김정은이 대장 칭호를 받고 김정일의 후계로 추대되고 있었으며, 2011년 김정일이 죽자 김정은이 실권을 장악했다.

### 최고인민회의
조선민주주의인민공화국의 기본 국가 운영 원칙은 국가는 당(黨, 조선로동당)이 “령도(領導)”하고 당은 수령이 “령도”하는 것이다. 이러한 원칙은 국가 전반의 체제가 작동하는 가장 기본적인 원리다. 당은 전인민의 대표자들이 모이는 회의체, 즉 최고인민회의를 통해 정강정책을 실현한다. 그러므로 국가 최고권력기관은 최고인민회의며 헌법에 이러한 권리가 따로 기술되어 있을 정도다. 다만 이러한 정치체계는 대통령 중심제인 대통령제도,의원 내각제도 아니므로 "회의제"라 할 수 있다. 과거 소련의 최고 소비에트나 중국의 전국인민대표대회 등도 동일한 체제의 형태로 볼 수 있다. 최고인민회의는 내각의 조직 및 인사권을 행사할 수 있는 최고인민회의 상임위원회 위원(위원장 1인, 부위원장 2인, 명예부위원장 2인, 서기장 1인)과 국방위원회위원을 선거로 선출한다. 산하 위원회로 법제위원회(위원장 1인, 위원 6인)와 예산위원회(위원장 1인, 위원 6인)를 설치한다.

### 국방위원회
국방위원회는 국방사업 전반을 관장하는 위원회로 행정상 내각 및 최고인민회의 상임위원회와 동등한 위치에 있다. 다만 김정일이 국방위원회 위원장을 역임하던 시기에는 조선로동당 총비서를 겸직해 국정을 주도했기 때문에 사실상의 권력 우위를 점했다. 실제로 1998년 9월 5일 10기 최고인민회의 1차회의 추대연설에서 김영남 최고인민회의 상임위원장이 언급한 바에 따르면 국방위원회 위원장은 나라의 정치, 군사, 경제 력량의 총체를 통솔지휘하여 공산주의 조국의 국가체제와 인민의 운명을 수호하며 나라의 방위력과 전반적 국력을 강화발전시키는 사업을 조직령도하는 국가의 최고직책이며 우리 조국의 영예와 민족의 존엄을 상징하고 대표하는 성스러운 중책이라 함으로써 사실상의 우위를 점하고 있음이 확인되었다. 국방위원회는 전반적 무력과 국방건설사업의 지도, 국방부문의 중앙기관 신설 및 폐지, 중요 군사 간부의 임명 및 해임, 군사칭호 제정 및 장령 이상의 군사 칭호 수여, 나라의 전시상태와 동원령의 선포와 같은 결정과 명령을 내며 자기사업에 대하여 최고인민회의 앞에 책임을 진다. 위원회 구성은 위원장 1인, 제1부위원장 1인, 부위원장 1인, 위원 5인이며 산하기관으로 국가안전보위부와 인민무력성을 둔다.
- 산하기관
  - 국가보위성
    - 인민무력성

### 내각
내각은 과거에는 정무원으로 불린 기관으로 최고인민회의 상임위원회의 조직 및 인사권을 통해 구성되며 헌법에 의해 정부를 대표하는 권한을 가진다. 1998년 9월 5일 10기 최고인민회의 1차회의의 헌법개정을 통해 내각으로 그 조직이 변경되었다. 내각은 내각총리 1인과 부총리 3명으로 구성된다. 2005년 5월 30일 금속기계공업성을 금속공업성과 기계공업성으로 분리한 것을 기준으로 볼 때 산하에 3위원회, 29성, 1원, 1은행, 2국을 두고 있다. 그 외에 필요에 따라 임명되는 무임소상도 임의로 구성되기도 한다.

### 정당
조선민주주의인민공화국은 1당제를 택하고 있다. 현재 여당은 조선로동당이며, 수십 년 간 장기집권하고 있다. 그러나 로동당은 이름일 뿐 실제로는 조선로동당이 국가를 관리하며 야당으로는 조선사회민주당과 천도교청우당이 있으나, 국호에 "민주주의"라는 단어를 붙이기 위한 형식적인 야당이며, 조선로동당의 통제를 받는다. 사실상 정치적 권한은 전무하다. 그 중 천도교청우당은 종교적 성격을 가진 유일한 당이다.

### 조선민주주의인민공화국의 역대 지도자
- 1대: 김두봉
- 2대: 최용건
- 3대: 김일성
- 4대: 김정일
- 5대: 김정은

1972년 이전까지 조선민주주의인민공화국에서는 총리 내각제를 시행하고 있었으며 김일성이 총리였다. 하지만 1972년 사회주의 헌법을 선포하면서 김일성이 지도자에 오르게 됨과 동시에 조선민주주의인민공화국은 총리 내각제에서 전제 군주제로 변경되었다.

## 대외 관계
조선민주주의인민공화국은 전통적으로 같은 공산주의 국가인 소련, 중화인민공화국, 동독, 베트남, 쿠바, 라오스 등 구 공산권 국가들과 유대 관계를 맺고 있었으나, 1990년 독일의 재통일, 1991년 소련의 붕괴, 그리고 동구권 국가들의 민주화로 인하여 국제 사회에서 조선민주주의인민공화국의 입지는 크게 좁아졌다. 중화인민공화국은 수립과 동시에 지금까지 “혈맹”까지는 아니지만 지원을 유지하고 있다. 러시아와의 관계는 소련 붕괴 이후 소원해졌으며 우려스러운 시각으로 보고 있다. 베트남은 베트남 전쟁 때 조선인민군 일부를 파견받는 등 우호적이었으나 미국-중화인민공화국 관계가 개선되고 1992년 대한민국과 수교한 이후에는 조선민주주의인민공화국보다 대한민국과의 교류가 괄목하게 증가하였다. 아프리카, 인도, 파키스탄 등 제3세계 국가들과도 활발한 대사급 관계를 맺어 적극적으로 교류하고 있다. 반미 국가인 쿠바, 시리아와는 계속 우호 관계를 유지했었다. 이들은 조선민주주의인민공화국 단독 수교국이지만, 대한민국과의 수교 의지가 강하다. 하지만 미국과의 관계 때문에 수교하지 못하고 있다. 이란은 조선민주주의인민공화국과 무기 교류가 활발하기 때문에 우호적이다. 대한민국이 하나의 한국을 폐기한 이후 스웨덴, 스위스, 영국 등 많은 서방 국가들이 조선을 승인하였다. 스웨덴은 조선민주주의인민공화국에 우호적인 몇 안 되는 서방 국가다. 중화민국과는 중화인민공화국과의 관계 등으로 인해 교류가 드물었으나, 1992년 한중 수교 이후부터는 민간 차원의 교류를 확대하였다.
대한민국과 미국과는 건국 이래로 적대 관계를 유지하고 있다. 일본과는 과거사 문제와 재일본조선인총연합회로 인해 적대 관계를 유지하고 있다. 이스라엘과는 조선민주주의인민공화국이 비이슬람 국가임에도 불구하고 이스라엘 정부를 괴뢰정부로 인식하고 있기 때문에 역시 적대관계이다. 1983년 아웅 산 묘역 폭탄테러사건 이후 미얀마는 자국의 독립 영웅인 아웅산의 묘역에서 폭탄테러를 일으킨 결례에 대해 분노하여 조선민주주의인민공화국과의 관계를 즉시 단절하였고, 이 사건으로 비동맹국 회의에서 발언권이 약화되었으며 1987년 대한항공 858편 폭파 사건 때는 유고슬라비아가 조선민주주의인민공화국 출신 폭파범들의 당시 종적을 조사해서 미국 측에 자료를 제공하기도 했다. 아르헨티나는 조선민주주의인민공화국 대사관에 방화사건이 나면서 관계가 악화되어 단교하였다. 루마니아의 경우 한때 김일성과 니콜라에 차우셰스쿠와의 친분으로 인하여 우호적인 관계를 유지하였으나 1989년 말 차우셰스쿠가 유혈 혁명으로 총살되고 1990년 3월 루마니아가 대한민국과 수교하면서 관계가 소원해졌다.

### 대한민국과의 관계
대한민국 헌법에 의하면 대한민국 영토는 조선반도와 부속영토로 하므로 대한민국 입장에서는 조선민주주의인민공화국은 반국가단체이자 조선민주주의인민공화국의 현 실효지역은 미수복영토이다.조선민주주의인민공화국 국내에서는 자국을 조선(朝鮮), 공화국, 조국, 혹은 북조선이라고 지칭한다. 하지만 대한민국에서는 조선민주주의인민공화국의 건국 때부터 국무원 고시에 의하여 확연한 구분을 위해 조선이란 명칭을 금지하고 북한(北韓)이라는 명칭만 쓴다.
양측의 관계는 70년대 이전에는 6.25 전쟁 등의 여파로 적대적이었고, 70년대 이후 5년 이내의 주기로 화해와 대립을 반복하였다. 한국 정치권에서 이 정부를 어떻게 다루어야 하는가에 대해서는 이견이 큰 상황이다.
대한민국과 조선민주주의인민공화국은 각자 자국이 조선반도의 유일한 합법 정부라고 주장하며 서로를 정식 국가로 인정하지 않는다. 조선민주주의인민공화국은 "남조선 정권이란 미제국주의자들의 총칼에 의하여 꾸며진 괴뢰정권으로서 미국상전의 지시를 충실히 집행하는 도구에 지나지 않는다"는 김일성의 말에 따라, 마찬가지로 대한민국을 합법 정부 내지 국가로 인정하지 않는다. 더불어 대한민국을 미국의 식민지로 보고, "남조선혁명"을 통해 조국통일을 이루자는 적화통일론을 고수하기도 하였다. 대한민국에서는 조선민주주의인민공화국 정부와 대화를 통해 통일을 하자는 주장, 이 정부가 없어져야 통일이 가능하다는 주장, 통일은 불가능하다는 주장 등이 대립하고 있다. 남북은 대화를 하며 남북한 상호 체제인정과 상호불가침, 남북한 교류 및 협력 확대와 같은 방안이 논의된 적도 있으나, 이것이 다시 무산되다가 대화가 추진되기도 하는 과정이 반복되었다.
현재는 서로 대립하는 상황이 되었다.
남북 관계에서 일어난, 기존의 남북 관계를 바꾼 주요 사건은 다음과 같다.
- 1968년 1.21 사태
- 1972년 7·4 남북 공동 성명
- 1976년 판문점 도끼 살인 사건
- 1983년 아웅 산 묘역 테러 사건
- 1987년 대한항공 858편 폭파사건
- 1991년 남북 기본합의서 채택
- 1996년 강릉지역 무장공비 침투사건
- 1999년 제1연평해전
- 2000년 남북정상회담
- 2002년 제2연평해전
- 2007년 남북정상회담
- 2010년 연평도 포격전
- 2015년 서부전선 포격 사건
- 2018년 남북정상회담
- 2020년 남북공동연락사무소 폭파사건

#### 대한민국측의 주장
대한민국 헌법의 제1장 제3조는 '대한민국의 영토는 한반도와 그 부속도서로 한다.'라고 규정하며, 국가보안법에서는 조선민주주의인민공화국을 국가가 아닌 대한민국에 반대하는 반(反)국가단체로 규정하고 있다. 국가보안법의 반국가단체 조항이 평화 통일 원칙을 명시한 대한민국 헌법 제4조와 정면으로 배치된다는 주장도 있으며, 2000년의 6·15 남북 공동선언과 2007년의 남북관계 발전과 평화번영을 위한 선언에 ‘조선민주주의인민공화국’이라는 명칭을 직시하였으므로 국가보안법상의 반국가단체에 조선민주주의인민공화국이 포함되지 않는다는 주장도 있으나, 대한민국 대법원은 인정하지 않는다.
유엔은 1948년 12월 12일 총회 결의 195(III)호(The problem of the independence of Korea)에서, 대한민국 정부(大韓民國政府, the Government of the Republic of Korea)를 "한반도에서 유엔 임시위원단의 감시와 통제 아래 대다수 주민의 자유로운 의사에 의해 선거가 치러진 조선반도에서 유일하게 그러한 합법 정부"임을 결의했다. 1949년 10월 21일 293(IV)호 결의 또한 이를 확인했다.

### 중국과의 관계
중화인민공화국과 조선민주주의인민공화국은 1949년 10월 6일 수교하였다. 6.25 전쟁 시기에는 중국인민지원군이 참전했으며 이들 군대는 1958년 10월 26일에 철수했다. 1961년에는 중화인민공화국과의 우호 협력 상호 원조 조약을 체결했다.
1990년대 초 최악이었던 조중 관계는, 2000년 남북 정상회담을 한 달 앞둔 5월 김정일 국방위원장의 방중을 시작으로 대한민국-중화인민공화국 수교로 훼손된 관계 회복에 나서 지금껏 모두 7차례에 걸친 김정일의 방중과 장쩌민·후진타오 중국 국가주석의 방북을 거치며 중화인민공화국의 부상과 함께 조선반도 정세의 핵심적 변수가 됐다. 천안함 사건으로 대북 경제협력을 단절한 이명박 정부의 5·24 조처로 경협 분야에서 북-중 경협이 남북경협의 빈자리를 채워가고 있다. 2010년 12월 26일 중국은 나진항 4, 5, 6호 부두를 50년 동안 사용할 수 있는 권리를 받았다. 베이징에는 조선민주주의인민공화국의 무역상이 1000명 정도 있는 것으로 확인되었다.
그러나 김정은이 조선민주주의인민공화국의 최고 지도자가 된 이후에 조선민주주의인민공화국이 핵 개발을 계속하면서 중화인민공화국은 조선민주주의인민공화국에 대한 유엔 안전보장이사회의 제재에 동참하고 있다.
그러던 중 2018년 3월 김정은은 집권 이후 처음으로 중국을 방문하여 베이징에서 시진핑과 첫 정상회담을 가졌다. 이로써 조중 관계는 회복되기 시작하였다. 그리고 그해 5월에는 다롄에서 2차 정상회담을 가졌고, 김정은과 시진핑은 또한 북미정상회담 직후인 6월 19일 베이징에서 3차 정상회담을 가졌다.

### 일본과의 관계
일본은 수교 협상을 통해 관계개선에 나서려 했으나, 일본인 납북자 문제, 과거사 문제로 난항을 겪고 있다. 조선민주주의인민공화국은 한일 병합 조약에 대한 평가나, 배상문제·청구권문제 등에 대하여도 결말이 나지 않는 자세를 취하고 있다. 1962년부터 일본은 조선반도에 "두 개의 정권"이 사실상 존재하고 있다고 시인해 왔다. 일본 정부는 1965년 이후에 "한국의 주권은 대한민국이 실질적으로 통치하는 휴전선 이남에 한한다"고 공식적으로 말하면서, 일본은 정경분리 원칙을 적용하여 조선민주주의인민공화국을 실체를 따로 취급하여 왔다. 한편, 배상 문제도 한국과의 조약에 의해 해결되었다는 입장을 취하고 있다. 일본 수상으로는 처음으로 고이즈미 준이치로 총리가 조선민주주의인민공화국을 방문하여 김정일 국방위원장과 회담을 나눈 적이 있다. 2002년의 양국 정상회담에서 배상권을 상호 포기하고 일본으로부터 조선민주주의인민공화국이 경제 협력을 얻는 방법에 합의했다고 발표되었으나, 이후 수교 협상은 정지되었다. 그 배경에는 일본인 납치 문제와 괴선박 사건으로 대표되는 조선민주주의인민공화국의 행동에 대한 일본 여론의 반발과 핵 문제 등으로 고립이 심화된 데에 있다. 일본은 현재 조선민주주의인민공화국의 경제적 제재에 동참하고 있다.

### 러시아와의 관계
1956년경, 박영빈은 소련을 방문하고 돌아온 뒤 소련은 미국과 평화 공존을 지향하고 있음을 강조하면서, 미국과의 평화 공존 정책을 주장하였다. 김일성은 이에 대해 격분하여 "소련은 미국과 직접 전쟁을 치르지 않았기 때문에 그렇게 할 수 있을지 몰라도 미국과 직접 전쟁해 엄청난 인명 피해를 본 사람들에게 할 수 없다"고 반박하였다. 그러나 김일성은 소련의 눈치를 본 탓인지 그를 단죄하지는 않았던 것으로 보인다.
1961년에는 소련과의 상호 협력 원조 조약을 체결했지만 1996년에 효력이 상실되었다. 2000년에는 러시아와의 우호 선린 협력 조약을 체결했는데 이 조약에서는 군사 동맹 관련 조항이 삭제되었다.

### 독일과의 관계

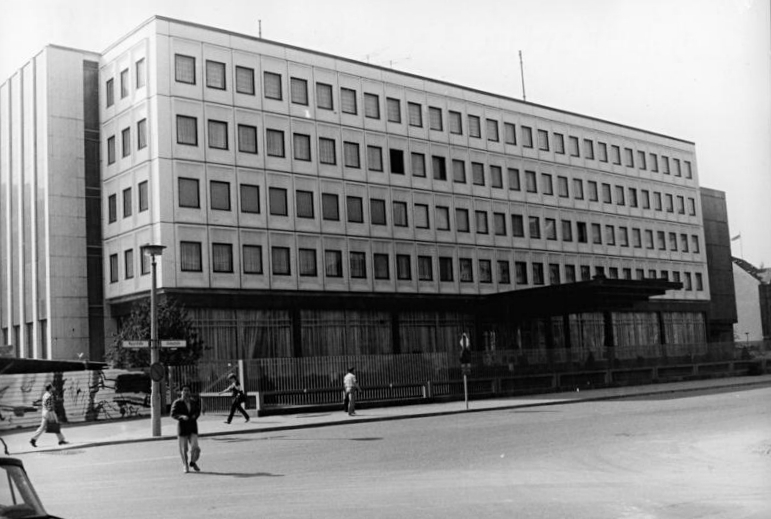
베를린 소재 조선민주주의인민공화국 대사관 (1987년)

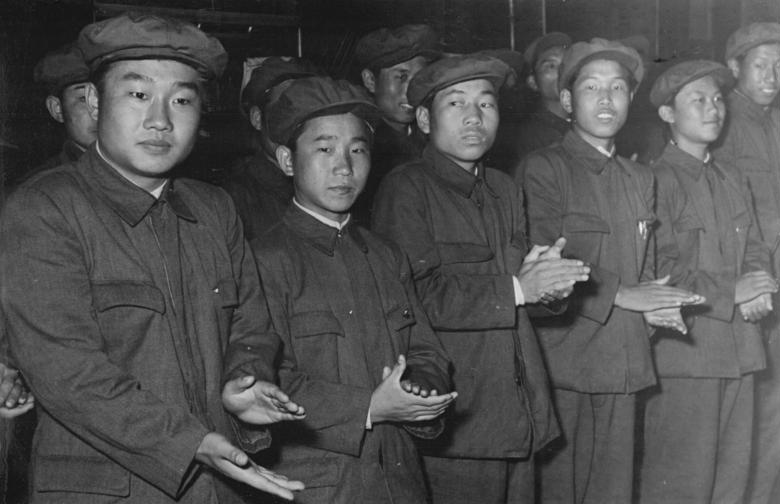
독일민주공화국 정부의 초청으로 칼 마르크스 대학(라이프치히)에 유학중인 조선민주주의인민공화국의 유학생들 (1953년)

1990년 독일의 재통일로 인해 평양 주재 독일민주공화국 대사관이 폐쇄되었다. 폐쇄된 독일민주공화국 대사관의 권리는 국제법상 공식적으로는 스웨덴 대사관에 귀속되었다. 1만 6천여 평방미터에 달하는 초대형 공관이었다. 2000년 대한민국 김대중 정부의 요청으로 다시 평양 주재 독일대사관이 세워졌다. 2002년 1월 서방국가로는 처음으로 조선민주주의인민공화국에 상주 대사를 파견했다. 스웨덴과 영국은 평양에 대사관을 개설했지만 대리대사가 이끌고 있다.

### 오스트리아와의 관계
오스트리아는 조선민주주의인민공화국과 오랜 기간 우호적인 관계를 유지하고 있다. 과거 오스트리아 대통령이었던 하인츠 피셔는 조선.오스트리아친선협회의 창립 회원이자 공동의장을 맡았다. 그러나 2000년과 2017년 정권이 바뀌면서 양국 관계는 약간의 영향을 받았다. ÖVP와 FPÖ 등의 연립 정당은 대체로 조선에 부정적인 입장을 취하면서 이를 이용해 정치적인 경쟁상대를 비방하기도 했다.
오스트리아에는 약 100여명의 조선인 인구가 거주하는 것으로 추산되며, 빈에만 10명 가량의 국가보위성 요원이 활동하는 것으로 파악된다. 한때 조선이 유럽에서 운영한 마지막 은행인 골든스타 은행이 빈에 자리하기도 했다.

### 기타
- 중화민국: 1992년 대한민국이 중화인민공화국과 수교하면서 단교된 이후부터 현재까지 민간 차원의 교류가 이뤄지고 있다.
- 미국: 건국 이후 조선민주주의인민공화국은 미국을 주적으로 내세우고 있으며 많은 선전물에 미국을 적대시하는 등 미국과는 수교할 가능성은 희박하다. 그러나 최근 6.12 북미회담으로 한동안 관계가 좋아졌다가 교착상태에 빠진 이후 2월 27일 제2차 북미회담에서 결렬된 이후 다시 사이가 악화되었다.
- 스페인: 2000년 12월 15일 스페인 정부는 성명을 통해 "조선민주주의인민공화국과의 외교관계 수립이 조선반도 화해와 정상화 과정에 기여할 것"이라면서 공식적으로 외교관계를 수립하였다.[45] 그러나 대사관 설립여부는 밝히지 않았다.[46] 실제로 조선민주주의인민공화국과 수교한 국가들의 상주공관은 평양보다 베이징에 훨씬 더 많이 있는 실정이다.[47]
- 스위스: 1974년 2월 27일, 취리히에 통상대표부를 개설하는 등 대 스위스 경제교류 촉진책을 써왔고, 1974년 12월 19일에 스위스는 조선민주주의인민공화국과 대사급 외교관계를 수립하기로 합의하였다고 발표하였다.[48] 스위스의 인도적 대북 지원량이 1997년 들어 급증하자, 1997년 8월 5일부터 9일까지 발터 푸스트 스위스 외무성 인도주의협조총국장을 수석대표로 한 외무성대표단이 방문해 평양에 스위스 외무성 직원 1∼2명이 상주하는 사무소를 개설키로 조선민주주의인민공화국과 비공개 합의했다. 1998년 평양주재 스위스 외무성 사무소가 설치되었다.[49]
- 아르헨티나: 아르헨티나는 세계 수위권 수준의 낙농국가이다. 조선민주주의인민공화국은 아르헨티나와 1973년에 수교를 했다. 조선민주주의인민공화국은 500만 달러 어치의 곡식을 외상으로 아르헨티나에게 수입했다. 하지만 조선민주주의인민공화국은 1977년 돌연 아르헨티나 주재 조선민주주의인민공화국 대사관에 불을 지르고 도망쳤다. 외교는 이 사건으로 인해 자동으로 단절되었으며 이에 아르헨티나 정부 측에서는 굉장히 황당해했다. 현재 조선민주주의인민공화국이 아르헨티나에게 재수교를 원하고 있지만 아르헨티나는 곡물 대금을 갚으면 다시 수교하겠다는 조건을 내걸었다.
- 이탈리아: 2000년 1월 G7 중에서는 최초로 조선민주주의인민공화국과 수교했다. 2001년 6월 20일 마테오 피카리엘로 이탈리아 해외무역공사 서울 사무소장을 단장으로 하는 20여명의 경제 사절단이 평양을 방문했다. 최초의 이탈리아 경제사절단의 평양 방문으로, 이탈리아의 주요 은행 중 하나인 뱅카 나치오날레 델 라보르, 소프트웨어 개발업체인 C.S.I 테오레마, 의류업체 오벰 등이 포함되었다.[50] 2001년부터 이탈리아 정부는 조선민주주의인민공화국의 유학생과 의사, 연구원들을 이탈리아에 초청해 장학금을 주고 있으며 연간 20명 정도에게 연수 기회를 제공하고 있다.[51] 평양에는 이탈리아 외교부 산하 개발협력처 평양 사무소가 있다.[52] 평양의 광복거리에 이탈리아 유학을 마치고 돌아온 주방장이 피자 재료까지 모두 이탈리아에서 수입해 원래의 맛을 추구하는 평양 최초의 이탈리아 피자가게가 2008년 12월 문을 열었다.[53] 2009년 평양에 이탈리아 요리 전문식당이 하나 더 생겨 모두 3곳으로 늘면서, 피자와 스파게티가 평양 주민들 사이에서 인기를 끌고 있다.[54]
- 폴란드: 2010년 쇼팽 탄생 200돌을 맞아 조선민주주의인민공화국과 함께 공동음악회를 열었다.[55]
- 프랑스: 1972년 6월 파리에 통상대표부를 설치했고 이어서 1984년 12월 그것을 일반 상주 대표부로 승격시킨 바 있는 이 때, 대한민국 정부는 윤석헌 주프랑스 대사를 통해 프랑스 정부에 항의의 뜻을 표했었다. 또한 평양에 프랑스와의 합작투자 호텔을 건립하는 등 조선으로서는 드문 선물을 주면서 서방국가에 외교적 교두보를 확보하고자 한 것이었다.[22]
- 헝가리: 1988년 조선이 김정일의 이복동생인 김평일을 대사로 임명한 것을 두고 권력 계승을 둘러싼 갈등 문제와 관련시켜 보려는 시각도 있지만 조선민주주의인민공화국이 그만큼 헝가리와의 관계를 중요시한다는 증거이기도 하다.[22]
- 영국: 2001년 7월 28일 주 런던 대사관이 임시 개설되었다.[56] 2003년 4월 30일 최수헌 조선 외무성 부상이 주 영국 조선민주주의인민공화국 대사관 개관식에 참석했다. 런던 서부 주택가 일링의 거너스버리에 위치한 130만 파운드 짜리 저택을 매입해 대사관으로 개조했다.[57] 서유럽에서는 독일, 이탈리아, 스페인, 스위스, 스웨덴에 이어 6번째 조선민주주의인민공화국의 공식 외교공관이며, 개관식에는 최수헌 외무성 부상, 리시홍 대리대사, 주 영국 중국 대사, 영국 외무부 관계자, 하원의원 등 수십명이 참석했다. 개관식이 열리는 동안 대사관 앞에서 영국 인권단체인 세계기독연대(CSW·Christian Solidarity Worldwide)’와 ‘릴리즈 인터내셔널(Release International)’이 공동으로 조선민주주의인민공화국의 인권 개선을 촉구하는 시위를 벌였다.[57]
- 스웨덴: 스웨덴은 반제국주의 노선을 걸으면서 1974년 조선민주주의인민공화국과 외교 관계를 수립했고, 1975년 3월에는 서방 국가 가운데 유일하게 평양에 대사관을 열었다. 조선민주주의인민공화국과 수교하지 않은 대부분의 서방 국가 출신의 외국인(대한민국, 일본 제외)은 스웨덴 대사관이 보호한다.
- 예멘: 예멘에서는 조선 의사들이 활동하고 있다.[58]

## 군사

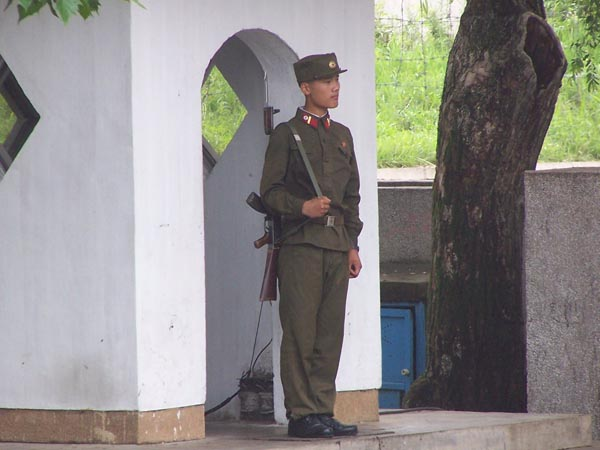
공동경비구역 북쪽의 조선민주주의인민공화국 조선인민군 병사(2005년)

조선민주주의인민공화국의 군사조직인 조선인민군은 제도상 노동당의 '당군'이며, 선군정치 하에서 권력의 기반이다. 최고사령관은 국방위원회 위원장이다.
조선인민군은 징집병이며 2002년 병력은 약 110만 명이상으로 추정된다. 부문별로는 육군 120만명, 해군 4만 6000명, 공군 8만 6000명으로, 병력만 보면 세계 4위다. 그러나 상당수의 장비가 노후되었기에 실질적인 전투 능력에 일정한 제한이 따른다고 평가받는다. 또한 주적인 대한민국 국군의 장비들이 질적으로 우세한 것으로 알려져 있기 때문에 유사시 장비들이 전력으로서 큰 기여를 하지 못할 수도 있다.
평양-원산선 이남에 총전력의 70%를 배치하고 있으며, 170mm 자행포 및 240mm 방사포는 대한민국의 수도권 지역을 기습 선제 타격할 수 있다. 현재 이라크 전쟁의 전훈을 받아들여 특수전 전력의 확충과 갱도 건설과 기만기 개발로 후방지역의 생존성 확보에 노력하고 있다.
백령도 인근 장산곶과 옹진반도, 연평도 근처 강령반도의 해안가를 비롯한 장재도, 무도, 대수압도 등에는 해안포 900여문이 배치돼 있다. 군항인 해주항 일원에만 100여문을 집중적으로 배치했다.
해안포는 사정거리 27km의 130mm,사정거리 12km의 76.2mm가 대표적이며 일부 지역에는 사정거리 27Km의 152mm 지상곡사포(평곡사포)가 배치되어 있다. 또 사정거리 83~95Km에 이르는 샘릿, 실크웜 지대함 미사일도 NLL 북쪽 해안가에 다수 설치됐다.
조선 인민군은 로동 1호, 대포동 1호, 대포동 2호 등 탄도 미사일을 보유하고 있다. 대포동 2호는 미국의 영토인 알래스카를 타격할 수 있는 사정거리를 가지고 있다.  2012년 12월 12일 인공위성 은하 3호 발사에 성공하면서 대기권 재진입 기술도 확보한 것으로 관측되고 있다. 10,000 ~ 13,000 km 이상의 ICBM 사정거리를 확보한 것으로 추정하고 있다. 조선민주주의인민공화국에서 1만 km는 미국 서부 지역까지, 13,000 km는 미국 대부분 지역까지 도달할 수 있는 거리다. KN-08 대륙간 탄도 미사일의 엔진 성능개량 시험을 실시했다. 몇 기를 개발했는지는 확인할 수 없다. TEL에 탑재되어 있는데 TEL은 정찰 위성이나 레이다 탐지 사각지역에 숨어 미사일을 발사할 수 있는 장점 때문에 위협적인 무기체계다. 150~250여 기가 실전배치된 사정거리 1300Km의 노동 탄도 미사일의 TEL도 27~40대로 파악되고 있다. 괌을 사정권에 둔 무수단 탄도 미사일 운용부대는 14대의 TEL을 보유한 것으로 분석된다.
중국 등을 통해 무인 정찰기(UAV) 도입을 해서 서해상에서 운용 중이다.
또한 세계 3위에 준하는 생화학 무기 보유국이기도 하다.
조선인민군은 전시에 대비해 군 보관시설에만 150만t의 전시용 유류를 비축해 놓은 것으로 분석되고 있다.

### 대량살상무기 문제
조선민주주의인민공화국은 스스로 세계에서 9번째 핵무기 보유국임을 주장하고 있다. 미국 등 서방 각국은 공식적으로는 핵무기 보유국임을 인정하지 않고 있으나 사실상 핵보유국임을 기정 사실로 보고 있다.
조선민주주의인민공화국은 80년대 후반 핵개발 의혹이 있는 시설에 대한 핵사찰 요구에 반발하여 NPT 탈퇴를 선언하기도 하였지만, 1994년 제1차 북핵위기 이후 미국과 제네바합의를 맺어, NPT 잔류와 핵시설 동결을 선언하였다. 2003년 초 미국은 조선민주주의인민공화국의 우라늄 농축 의혹을 제기하면서 제네바합의를 파기하였고, 조선민주주의인민공화국은 영변의 핵시설을 재가동하였다. 조선민주주의인민공화국은 2006년 핵실험을 실시했으며 몇 개의 플루토늄 핵폭탄을 보유하고 있는 것으로 추정된다.
국제사회의 핵폐기 요구에 대응하여 미·일·러·중·남·북 6자회담을 진행하였으며, 2007년 초기 단계를 합의하였다. 절차가 예정대로 진행되면 조선민주주의인민공화국은 조만간 핵시설을 불능화하게 된다. 기존의 핵무기에 대한 처리는 결정되지 않았다. 미국은 보고서에서 조선민주주의인민공화국을 처음 핵을 보유한 국가로 지정한 것이 알려지면서 논란을 빚었다.
조선민주주의인민공화국은 2009년 3월 24일에 6자회담의 폐기 가능성에 대해 언급하고, 7월 16일 김영남(金永南)이 '6자회담은 영원히 끝'이라고 하며 6자회담의 종료선언을 했으나, 9월 18일 김정일은 양자 및 다자회담의 틀에 대해 재언급하였다. 조선 인민군 총사령부는 정전협정 백지화를 선언하였고 판문점 전화를 차단하였다. 또한 불가침 조약을 폐기하였다.
조선민주주의인민공화국은 '주체105, 2016년 1월 6일' 수소탄 실험을 성공했다고 발표했으며 그 진위 여부는 현재 밝혀지고 있다. 이 실험이 성공으로 밝혀질 경우 조선민주주의인민공화국은 수소탄 보유국이 된다.

## 행정 구역

조선민주주의인민공화국의 행정 구역

조선민주주의인민공화국의 행정 구역은 1직할시, 3특별시, 9도, 2지구, 1특구로 나뉜다. 수도는 평양시이며, 면적 상으로 국토의 1%이다.
조선민주주의인민공화국은 대한민국의 실효 지배 지역에 대한 모든 영유권을 주장하고 있다. 해당 부분은 6과에서 관리한다.

### 직할시
- 평양시

### 특별시
- 개성시
- 남포시
- 라선시

### 도
- 평안남도
- 평안북도
- 함경남도
- 함경북도
- 황해남도
- 황해북도
- 자강도
- 량강도
- 강원도

## 지리
조선민주주의인민공화국은 한반도 북부를 차지하고 있는 국가로 아시아대륙 동부 중앙에 있다. 국토의 90%가 산지로 이루어져 있다.

### 시간
조선민주주의인민공화국에서 사용하는 시간대를 평양시간이라고 부르며, 현재 동경 135˚ 기준 자오선 표준시(UTC+09:00)를 사용하고 있다.

### 위치와 면적
조선민주주의인민공화국의 남쪽 경계는 1948년 9월 9일부터 1950년에 한국 전쟁이 일어나기 전까지는 38선(북위 38˚선)이었고, 1953년 7월 27일 휴전 이후로는 군사분계선이다. 북으로는 대략 압록강과 두만강을 경계로 중화인민공화국 및 러시아와 인접한다. 국토 북단은 북위 43˚ 00' 36˝ 함경북도 온성군 풍서리, 남단은 북위 37˚ 41' 00˝ 황해남도 강령군 등암리, 서단은 동경 124˚ 18' 41˝ 평안북도 신도군 비단섬, 동단은 동경 130˚ 41' 32˝ 라선시 우암리이다. 면적은 123,138 km2로, 한반도의 약 55%를 차지하고 있다.
조선민주주의인민공화국 정부는 대한민국 영토를 포함한 한반도 전역에 대한 영유권을 주장하며, 이는 대한민국 정부가 주장하는 영역과 거의 같다. 이를 따르자면 영토의 남단은 북위 33˚ 6' 32˝ 제주특별자치도 서귀포시 대정읍 마라리, 동단은 동경 131˚ 52' 40˝ 경상북도 울릉군 울릉읍 독도리로 바뀌게 된다. 이 영토의 면적은 222,209.231 km2이며 한반도 본토를 제외한 섬은 5,974.655 km2이다. 섬을 포함한 남북의 최장 거리는 1,127.16 km, 동서의 최장 거리는 645.25 km이다.

### 지형

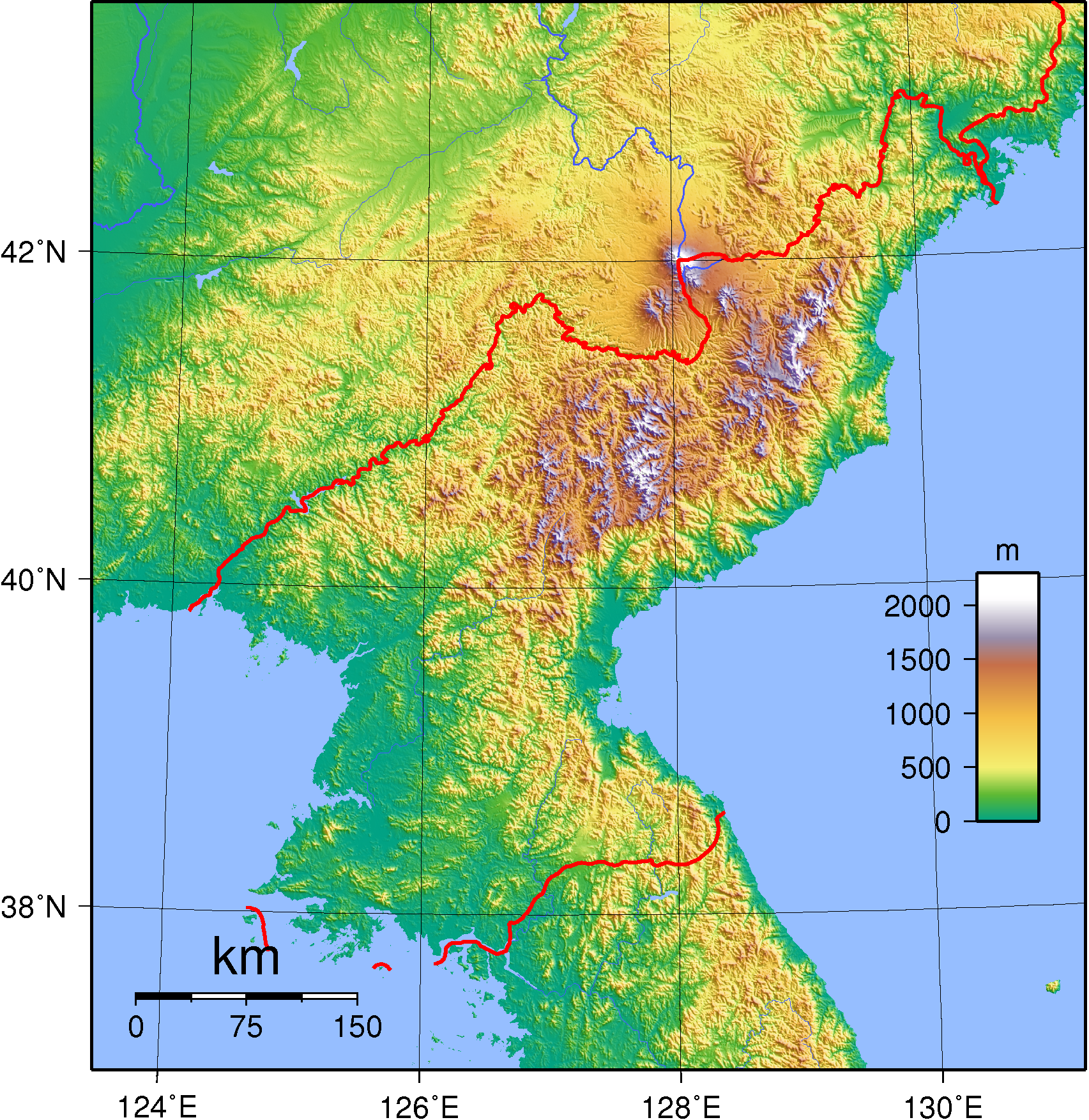
조선민주주의인민공화국 지형도

한반도는 긴 지질 시대의 거듭되는 지각운동, 침식, 퇴적작용 등에 의해, 산지, 평지, 계곡, 해안, 고원 등 변화가 많은 지형이 되었다. 국토의 약 90%를 산지가 차지하여, 육지의 평균 표고는 440m이다. 많은 국토가 산지 속에 있다.
조선민주주의인민공화국의 지형은 백두대간인 낭림산맥(狼林山脈)이 북쪽에서 남쪽으로 뻗어내려 서쪽으로 강남산맥(江南山脈), 적유령산맥(狄踰嶺山脈), 묘향산맥(妙香山脈), 언진산맥(彦眞山脈), 멸악산맥(滅惡山脈) 등이 펼쳐져 있고, 함경북도에서 함경남도에 걸쳐 함경산맥(咸鏡山脈)과 부전령산맥(赴戰嶺山脈) 등이 낭림산맥과 이어져 북부와 동부가 높고 서부와 남부로 오면서 점차 낮아진다. 이들 산맥으로부터 발원한 여러 개의 큰 강들은 서해 및 동해로 흐르고 있으며 이들 강을 중심으로 평야지대가 형성되어 있다.
조선민주주의인민공화국에서 가장 큰 산맥은 북부에 위치하는 랑림산맥, 최고봉은 중화인민공화국과의 국경에 위치하는 백두산(2744m)이다.
평야는 조선민주주의인민공화국이 실질적으로 점유하는 영토 면적의 약 5분의 1로, 서해안 연안이나 서해안에 도달하는 하천의 유역에 집중하고 있다. 하천 연안에는 비옥한 토양이 있지만, 산지의 토양은 유기물이 부족하기 때문에 대개 불모지이다.
주요 하천은 대개 산지의 수원지에서 서쪽으로 흘러 황해로 간다.
가장 긴 압록강은 중화인민공화국과의 국경이다. 다른 주요 하천은 대동강, 예성강, 청천강, 재령강 등이 있다. 두만강만은 동쪽으로 흘러서 동해로 간다.

### 기후
조선민주주의인민공화국은 대부분 대륙성 냉대 기후로 일부 지역에서는 온대 기후가 나타난다. 냉대 지역에서는 냉대 동계 소우 기후, 냉대 습윤 기후가 나타나고 온대 지역에서는 온난 습윤 기후, 온대 하우 기후가 나타난다. 그 외에도 고지대에서는 기후가 Dwc를 띈 아극 기후를 가지고 있는 지역도 있고, 백두산 근처의 높은 지대에서는 툰드라 기후를 띈다.

### 식생

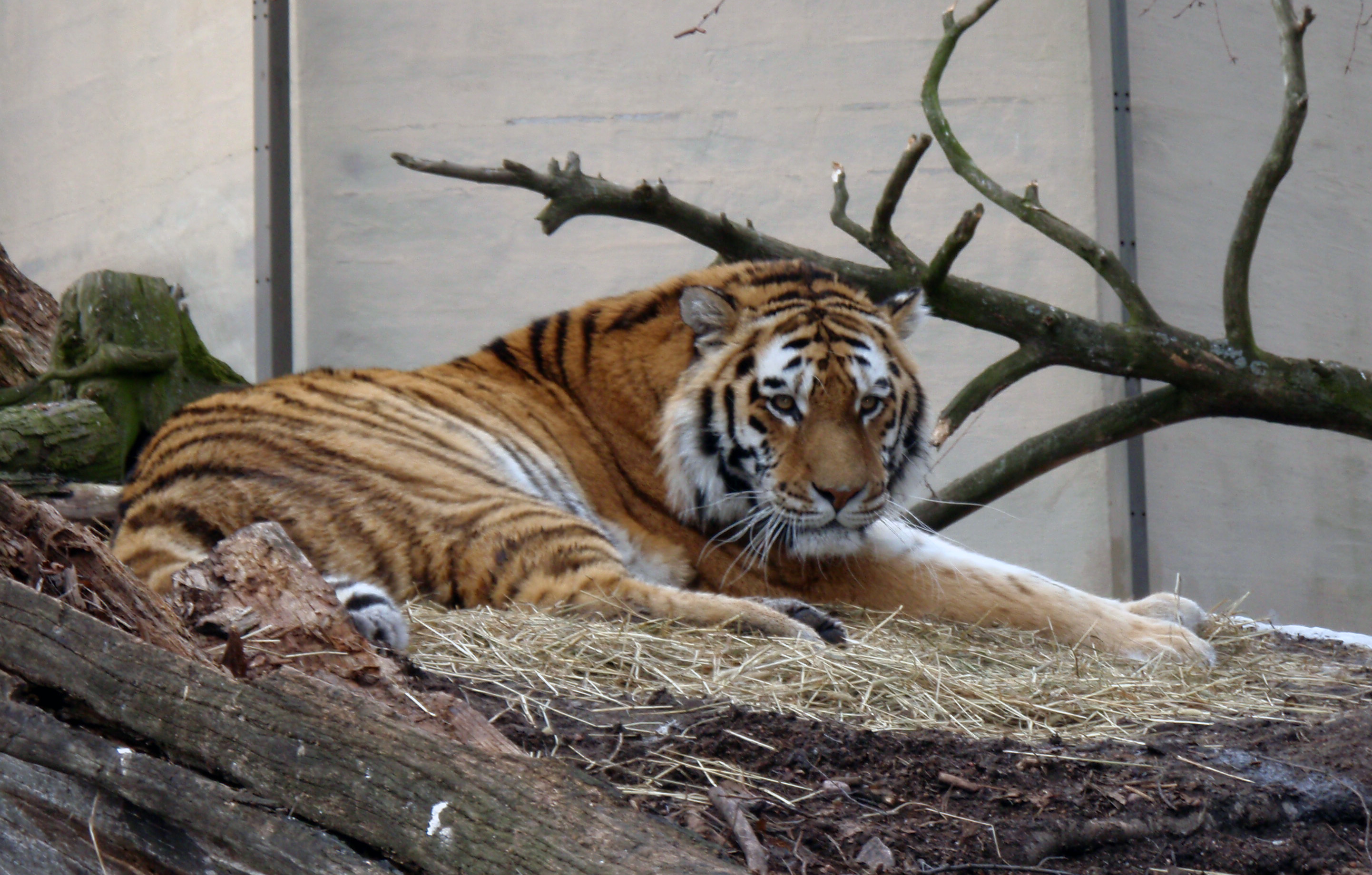
전과범(시베리아호랑이)

현재 한반도 전역에 10만여 종의 동식물이 분포하며, 식물계에서는 북쪽 함경북도 백두산의 경우 시베리아나 만주에서만 볼 수 있는 다양한 종류의 북방 침엽수나 북방계 식물류가 자생하고 있다.

### 지하자원
조선민주주의인민공화국 정부의 발표에 따르면, 조선민주주의인민공화국은 아시아에서 광물 자원이 풍족한 국가 중의 하나이며, 종류로는 철, 은, 납, 아연, 구리, 니켈, 코발트 등이 풍부하게 매장되어 있고, 경제적 가치가 있는 광물은 금속광물 19종, 비금속 광물 20종, 에너지 3종을 합한 40여 종에 달하며, 이 중에서 마그네사이트, 중석, 몰리브덴, 흑연, 중정석, 금, 운모 등의 광물은 세계 10위권 내의 매장량을 갖고 있다고 전해진다. 그러나 그 근거 대부분은 조선민주주의인민공화국 정부의 발표를 바탕으로 하는 것이다. 석유의 경우 서한만(서조선만)에서 하루 약 700배럴 정도의 경미한 양은 생산되는 것으로 확인되었으나 과거의 다국적 석유 기업들의 탐사 결과에 따르면, 한때 의문시되었던 수십조원 규모의 대량의 원유의 매장은 아직까지 확인되지 않았다.

## 경제
부분적인 시장화 정책이 도입되었으나, 전반적인 시장 경제 체제를 받아들인 것은 아닌 것으로 보인다. 1인당 GDP는 구 공산권 국가보다 낮은 것으로 추정되나, 구체적인 경제상황이 어떠한지는 의견이 분분한 상황이다.

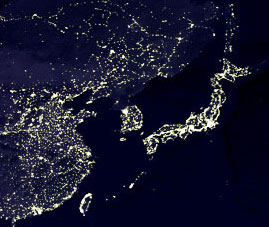
미국 항공우주국이 2000년에 촬영한 한반도의 야경. 조선민주주의인민공화국 대부분의 지역이 어둡게 나타난다.

조선민주주의인민공화국의 1인당 명목상 GDP는 2012년 기준 583달러, 인구는 약 2500만명이며 수도 평양의 인구는 약 300만, 국내 총생산은 약 123억 달러로 추계되고, 이것은 남한 1인당 국민소득의 40분의 1, 국내 총생산이 남한의 80분의 1에 해당하며 2012년 UN 기준으로 1인당 국민소득이 180위인 개발도상국이다.

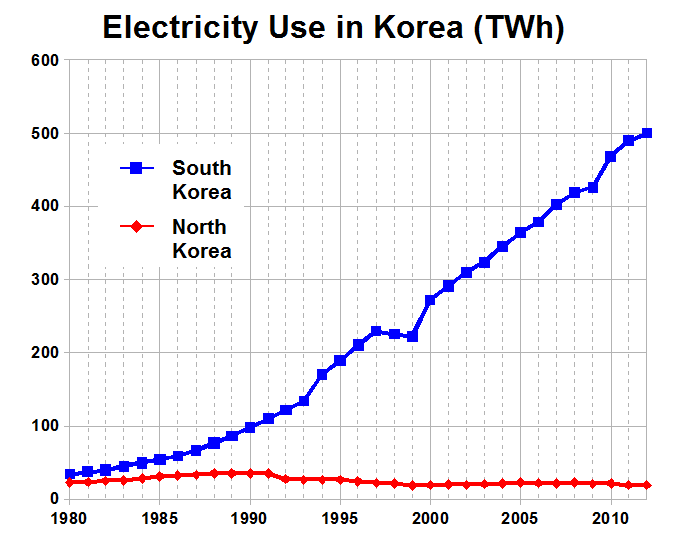
조선민주주의인민공화국(빨강)과 대한민국(파랑)의 전기 사용량 비교

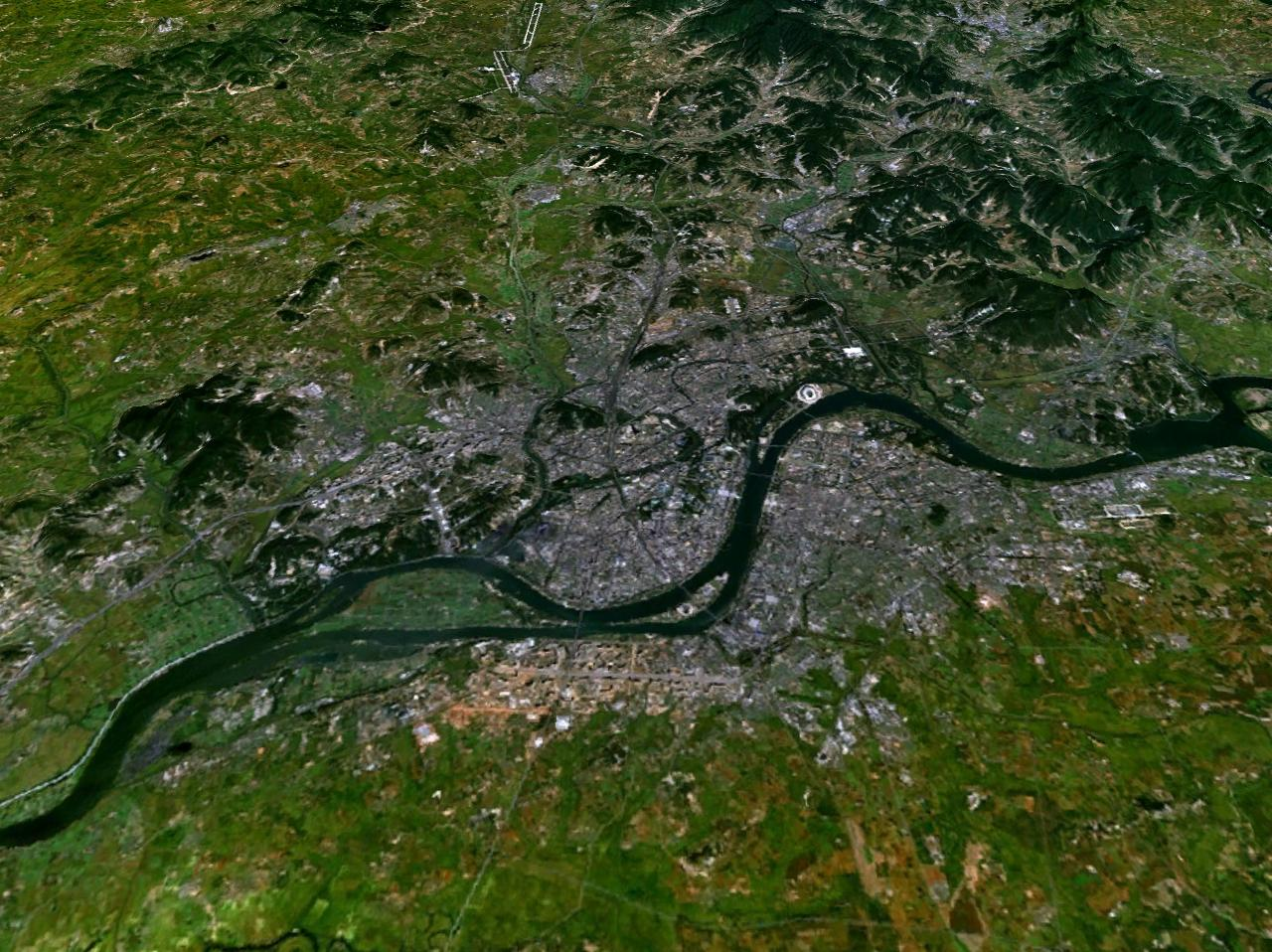
평양시의 위성 사진

곽인옥 숙명여자대학교 교수의 의견에 따르면 2017년 기준 북한 내부 현금보유액은 총 1,000억달러 정도인 것으로 조사되었음을 알수가 있고  그 중 민간 부문에서는 430억달러, 정부 부문이 700억달러 정도 보유하고 있는 것으로 추정된다. 대략 평양 주민의 100만 명이 부자인 것으로 알려져 있으며 대부분 3만 달러 이상인 경우가 많으며 평양 외곽 지역까지 따지면 100만 명 보다도 훨씬 많을 가능성이 높고 특히 GDP 규모로 따지면 평양만 2,700달러가 넘는다. 평양시는 상류층인 왕돈주와 대돈주와 중돈주가 합하여 5%이고 중류층인 소돈주가 15%가 있고 중산층인 돈주급은 20%가 존재하고 있다. 그 반면에 조선민주주의인민공화국 전체 지방에는 대돈주 2부류와 중돈주를 합한 상류층은 1.7%가 존재하고 중류층인 소돈주는 4.5%가 존재하며 특히 돈주급은 전체 지방의 2%가 존재한다. 즉 지방은 대돈주와 중돈주 그리고 소돈주를 포함한 상류층 5%, 돈주급과 중간층을 포함한 중류층 25%, 150달러를 버는 하류층 70%로 구성된다.
조선민주주의인민공화국 건국과 함께 모든 산업은 국유화되고 농업은 집단화되었다. 그 후의 통제경제는 일관해서 중공업의 발전과 농업의 기계화를 중시해 왔다. 1954년 전후복구 3개년 계획, 1957년 5개년 계획, 1961년 7개년 계획, 1971년 인민경제 6개년 계획을 시행했다. 이 당시 조선민주주의인민공화국은 대한민국에 비해 높은 경제성장력을 보였다고 알려졌지만 당시 폐쇄적이고 선전선동을 앞세운 공산권 국가들이 경제성과를 대외에 과도하게 과장한 사례가 많은데 소련만해도 경제성과를 5배이상 허위로 대외에 알렸던 걸 감안할 때 60~70년대 조선민주주의인민공화국이 공개한 경제성과는 신뢰하기 힘들다. 그렇다하더라도 일제시대 건설된 산업시설 대부분이 휴전선 이북에 있었다는 걸 감안한다면 60~70년대까지 공업부분의 경제성과가 어느정도는 있었다고 볼 수 있다. 한편 대한민국은 박정희 대통령이 시행한 수출주도 경제정책의 성과로 인하여 1970년대부터 대한민국이 조선민주주의인민공화국의 경제력을 뛰어넘었다.
1978년 제2차 7개년 계획을 시행했고, 1980년대 동구권과 여러 공산주의 국가들이 사회주의노선에서 이탈하면서 사회주의 우호가로 거래하던 호혜가 사라졌고 소련과 중국에서 지속적으로 받아왔던 원조와 지원이 줄어들면서 국제적으로 고립되었다. 이 당시 주요 1차 자원을 동구권에 의존해왔던 조선민주주의인민공화국의 경제는 크게 침체되었다. 이는 1차 자원 생산지 인프라를 구축하지 않고 중공업과 2차 산업에 치중한 조선민주주의인민공화국에는 큰 경제적 위기였다. 그리하여 1987년 제3차 7개년 계획과 여러 발전 운동-천리마 운동-자력갱생 등으로 계획경제를 시도했지만 결과는 처참한 실패로 끝났다. 2003년의 국내총생산(GDP)은 228억 5,000만 달러로 추계된다.
대부분의 공산권 국가들은 사회주의 경제모델의 한계를 인정하고 개혁개방과 변화를 통해 경제위기상황을 이겨냈지만 조선민주주의인민공화국은 국가주도형 경제모델을 유지하면서 경제난은 계속해서 가중되고 있고, 이러한 경제난은 조선민주주의인민공화국의 가장 취약한 약점이 되었다. 조선민주주의인민공화국 정권은 1993년 공식적으로 계획경제의 실패를 자인했다.
2002년 이후에 조선민주주의인민공화국 정부는 식량난과 경제난이 번갈아 일어나면서, 2002년 7월 1일에 7.1 경제개혁조치를 실시하여 경제구조를 개선하고 새로운 경제 관리를 추구하고 있으며 정부 관리들도 중화인민공화국과 러시아에 파견하여 이른바 자본주의 학습을 시키는 것으로 알려졌으며 그러나 이 조치의 실시 결과로 계획 메커니즘을 제외한 시장형 메커니즘을 전부 무효화 시키면서 경제가 다시 악화되었다.
조선민주주의인민공화국은 장마당과 시장을 인정하지 않으려고 하였으나, 2004년부터 시장을 개장하여 시민들이 생활 소비품들을 구매하도록 권유하고 있다. 조선민주주의인민공화국의 대표적인 시장은 락랑구역에 있는 통일 거리 시장과 만경대 구역에 있는 칠골시장이 있다. 통일 거리 시장은 중화인민공화국의 상품 및 남한과 미국의 상품을 판매하고 있으며, 진품이 아닌 것들도 있다.
하지만 2009년에 조선민주주의인민공화국의 화폐개혁으로 인하여 결국 물가가 폭등을 하면서 결국 2010년 2월부터 다시 시장이 개방이 되었고 5월 26일에는 조선로동당 조직지도부에서 5.26 지시를 발표하여 부분적인 경제 개혁안들이 실행을 하여 시장경제를 공식적으로 인정을 하였다.
국가안보전략연구원 임수호 책임연구위원의 의견에 따르면, 조선민주주의인민공화국은 생산수단 사유화를 제한적으로나마 인정하고 있으며 특히 기업들의 의무 달성 목표를 설정하는 과정에서 기업들이 자율적으로 가격을 결정할 수 있는 기업소 지표도 확대했으며 특히 농지의 돈을 주고 1년 임대도 가능하다. 현재 조선민주주의인민공화국은 사회주의 시장 경제의 초입에 진입한 것으로 평가할 수 있다며 향후 개혁 성과에 따라 중국식이나 베트남식 개혁 모델을 따라 사회주의 시장경제 개혁을 심화시켜나갈 것으로 전망했다.
문재인 대통령은 조선민주주의인민공화국도 시장 경제의 도입이 이뤄지고 있다고 강조했으며 김정은이 단행한 각종 경제개혁조치가 더해진 결과라는 게 많은 탈북자와 전문가의 분석이 더해졌으며 현재 조선민주주의인민공화국을 포함하여 전세계에 사실상 공산주의가 붕괴가 되어 있음을 알수가 있고 전세계가 시장경제를 받아들이고 있다.

### 기아문제
이 국가의 식량난이 어느 정도인지는 의견이 분분하다. 고난의 행군 시기의 식량난은 심각하다는 평가를 받으나, 2010년대에 들어서는 식량난이 과장되고 있다는 주장도 있다.
1990년대 중반 이후 식량난은 걷잡을 수 없을 정도로 심해졌다. 대한민국 통계청이 유엔의 인구센서스를 분석한 자료에 따르면 주민 33만여명이 90년대 후반 ‘고난의 행군’ 시기에 굶어 죽었다. 1998년을 기점으로 대량아사 사태는 사라졌으나, 만성적인 식량 부족은 2000년대 후반까지 지속되었다.
2009년 조선민주주의인민공화국은 내각하에 있던 민족경제협력위원회(민경협)을 폐지하고, 민경협 산하에 있던 민족경제련합회(민경련)를 개편해 로동당 통일전선부 산하로 옮기는 등 대남 경협기구를 축소하거나 개편했다.
하지만 대남 경협기구를 축소, 개편한다는 설에 대해서 남한 정부나 전문가는 가능성이 낮거나 남북관계 차단의 의도가 아니라고 했다. 식량난이 심각해지면서 북은 라면 대량생산을 통해 극복하겠다고 발표했다.
2011년 조선민주주의인민공화국을 방문한 카터 전 미국 대통령은 이러한 조선민주주의인민공화국의 기아가 조선민주주의인민공화국에 대한 인도적 지원을 중단한 대한민국과 미국 탓이라고 발언하여 구설수에 올랐다. 미국의 월스트릿저널은 원조의 대가로 어뢰와 방사포공격으로 돌려받은 한국인들을 모욕하는 것이라고 비판하였다.
2011년 10월, 유엔 산하 인도주의 업무 조정국(OCHA) 발레리 아모스 국장은 "현재 북에 필요한 식량 530만t 가운데 100만t 정도가 부족한 상황"이라며 "북 어린이 3분의 1이 만성적인 영양 부족에 시달리고 있다"고 주장하였다. 또, "일일 식량 배급량이 600g에서 200g으로, 북에 대한 외부 사회의 지원도 10년 동안 10분의 1로 줄었다"고 주장하였다.
유럽연합(EU) 전문매체인 '유랙티브닷컴'은 17일 세계 식량의 날(10월 16일)에 즈음해 국제식량정책연구소(IFPRI) 등이 최근 발표한 '글로벌 기아 지수(GLOBAL HUNGER INDEX·GHI)' 보고서를 인용해 이같이 보도했다. 이 연구소의 보고서에 따르면, 2016년 기준으로 조선민주주의인민공화국은 5세 미만 아동의 발달장애율이나 사망률은 많이 줄었지만 전반적인 기아지수는 여전히 28.6점으로 심각한 수준이었다.
2015년 이후 북한에 결식자가 거의 없다는 응답도 나왔음을 알수가 있는데 하루 식사를 몇회 했느냐는 질문에 거의 90%는 하루 세끼 이상이라고 답했음을 알수가 있고 주식으로는 백미를 먹었다는 응답이 70%로 지난해 45.3%에 비해 크게 올랐으며 고기에 대한 섭취율은 50%가 일주일에 한두번이라고도 하였으며 특히 매일이라고 답한 비율도 상당히 높았다.

### 전력문제
대한민국 통계청 등에 따르면 2014년 조선민주주의인민공화국의 발전량은 216억 kWh로, 한국의 70년대 후반 1인당 발전량 수준에 불과하고 같은 해 한국의 발전량은 5220억 kWh로, 북한의 24배에 달한다.
조선민주주의인민공화국의 발전설비용량은 2007년 795만kW로 정점을 찍은 뒤 줄어들다 김정은 체제 출범 이후 희천발전소를 비롯한 발전소 잇단 준공으로 2014년 725만kW까지 늘어났다.
하지만 이는 북한이 1987년에 발표한 제3차 7개년 계획의 발전 설비 용량 목표치인 1천700만kW에 비하면 여전히 턱없이 부족하고 대한민국 통일부가 지난 2013년 탈북자 1,070여 명을 대상으로 심층 면접 조사를 실시하여 조선민주주의인민공화국 내 공장기업소의 하루 평균 전력 공급 시간은 거의 12시간으로 조사되었다.
전력 공급 중단 시 자체 발전을 통해 전력 공급을 한 곳은 14.9%에 불과하고 2011년 이후 공장 내 생산라인 평균 개수는 거의 19개로, 이 가운데 가동된 라인은 절반 미만에 그쳤다.
문제는 조선민주주의인민공화국 전력 수급의 60%를 담당하는 수력 발전이 가뭄과 겨울철 갈수기 등 기상 여건에 따라 전력 생산이 불안정하다는 데 있고 지난해 조선민주주의인민공화국의 전력 사정이 좋지 않았던 것도 2014년에 이어 지난해 6월까지 이어진 가뭄으로 수력발전소의 가동률이 떨어졌음을 한국 산업연구원 이석기 선임 연구 위원이 말했다.
하지만 이 전력 문제를 해결하기 위하여 조선민주주의인민공화국도 정책적으로 태양열 이용을 권장하고 있으며 김정은은 2010년대 중반부터 태양열 등을 활용한 자연 에너지를 더 많이 생산해 이용하라고 주문한 바 있다.
조선민주주의인민공화국에서 태양열 패널 가격은 2 - 3년 전에 비해 많이 내렸고 태양열 발전 시설은 제재 대상이 아니라 중국에서 수입이 자유로워 열 효율이 개선돼 패널의 크기나 무게도 줄었으며 웬만한 조선민주주의인민공화국 가정에서는 대부분 태양광 설치가 끝나 수요도 감소세로 보이고 있고 대신 공장과 기업소, 협동농장에서 사용하는 대용량 태양열 시설은 늘고 있다.
데일리 NK가 조선민주주의인민공화국의 개성이나 원산 등 주요 도시뿐만 아니라 평북 염천 등 내륙 산간 도시를 촬영한 사진과 주민들의 증언을 종합해보면 세대별 태양광 발전 보급률은 50%에 접근하고 있는 것으로 추정하고 있다.
대부분의 밥은 먹고 살 만한 주민은 거의 모두 태양광 패널을 달며 크기가 작은 건 150W 태양광 패널이고 큰 것은 200 - 250W라고 밝히고 있음을 알수가 있고 사용 시간은 최소 8시간에서 최대 13시간까지 사용을 할 수 있으며 예전에 조선민주주의인민공화국이 전기가 일정하게 안 와서 인버터도 따로 해야 했는데 요즘에는 태양광 패널에 축전지와 인버터가 함께 나온다고 밝히고 중국에서 파는 태양광 패널도 조선민주주의인민공화국 실정에 맞게 인버터가 같이 나와서 이제는 인버터를 잘 안 산다고 밝혔다.

### 직업

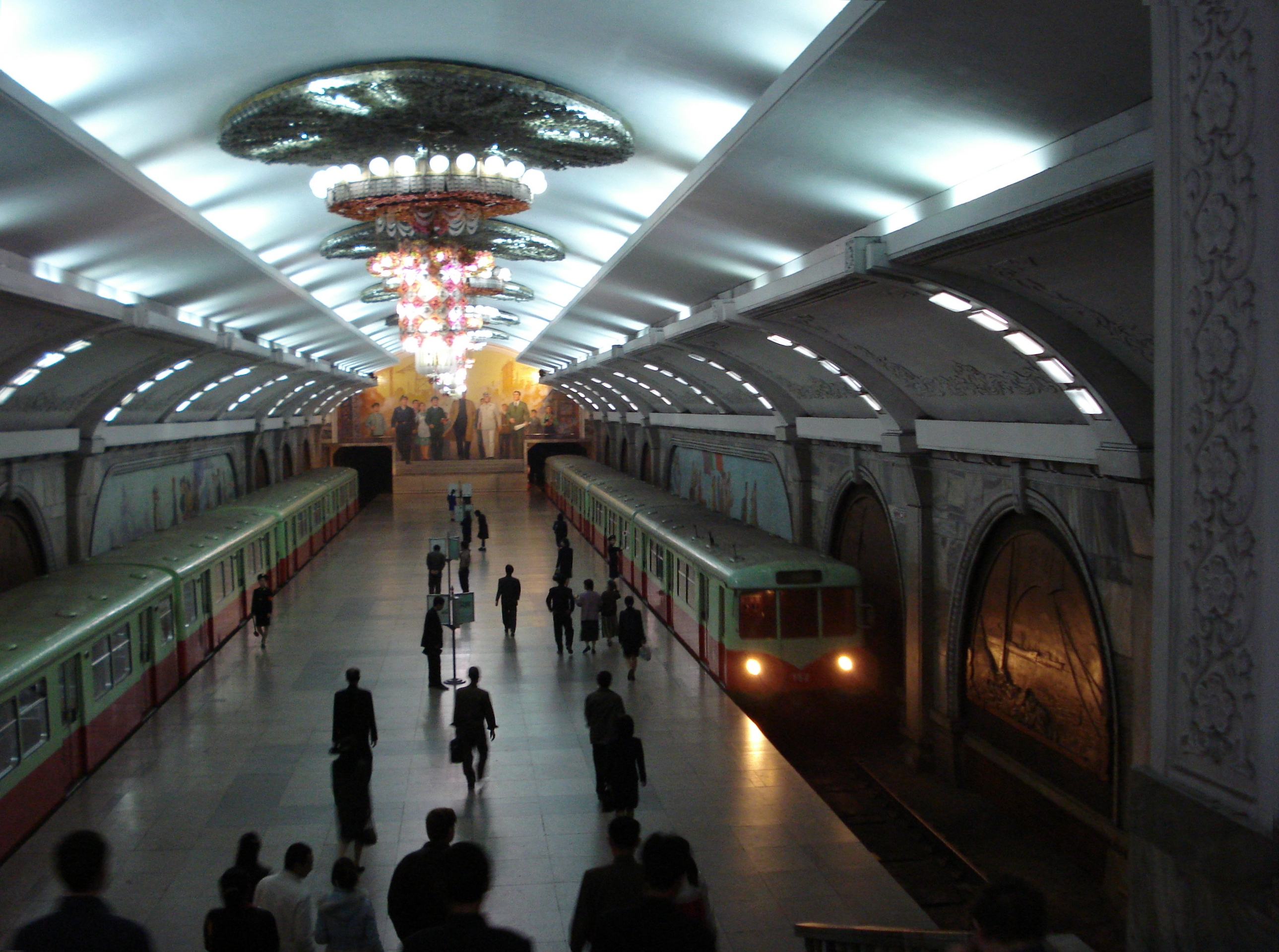
평양 지하철도

1992년 개정된 공산주의 헌법 70조에 따르면 ‘희망과 재능에 따라 직업을 선택한다’라고 규정하여 조선민주주의인민공화국에서도 직업선택의 자유를 법적으로는 보장하는 듯 보이지만, 실제로는 조선로동당이나 국가기관에서 배치한 데 따라 일해야 하며 그 기준이 출신 성분이나 사회적 성분, 노동력 배치계획에 따라 좌우된다고 한다.
이에 대한 반론으로는 2010년대 경제 개혁 이후 사적 고용의 확대를 지적하는 사례가 몇 존재한다. 그러나, 조선민주주의인민공화국에서 사적 고용의 확대는 아직까지 대부분 비공식의 영역에서 이루어지고 있고 돈주는 물론 평범한 장사꾼들과 가정주부들도 일공을 채용해 구멍탄을 빚는 것이 시간과 돈을 절약한다고 생각한다는 것이고 종전에는 자신이 석탄을 구입해 구멍탄을 직접 만들어 온 주민들이 최근에는 구멍탄을 만들어 주는 일공을 고용하고 있다.

### 주택
조선민주주의인민공화국에서는 주택을 아파트 또는 문화 주택으로 부르며, 이는 크게 3층에서 4층까지 있는 콘크리트 고밀도 건축물을 말한다. 이 또한 공산주의 국가의 법에 따라 주택을 국가에서 운영하고 있으며, 매달 사용료를 내는 형식으로 운영되고 남한 주택제도와 달리 가정 총노동 월급에서 전기료, 수도료 등을 충당한다.
조선민주주의인민공화국에서는 직업에 따라 주택의 구성이 달라진다. 조선로동당, 내각, 조선인민군 간부들은 독립식 다층 주택으로 정원과 수세식 화장실이 구비되어있는 곳에서 거주하는 반면, 말단 노동자 등은 방 1~2개와 주방이 딸린 공영주택에서 거주한다. 또한 상위계층은 주택보급률이 굉장히 높은데 일반 주민들은 주택을 배정받기 힘든 것으로 알려져 있다. 보통 "입사증"을 받고 이동허가를 받아 이사하는데 이를 받기 위해서 몇 년이 소요된다. 그래서 조선민주주의인민공화국 주민들은 서류수정작업을 통해 거주지를 변경한다.
대표적인 주택지구는 평양시 중구역 아파트단지와 천리마 거리 아파트 단지, 함경남도 단천시 신단천동 주택단지와 황해북도 개성시 청년거리 아파트 단지 등이 있다.
조선민주주의인민공화국에서는 주택을 흔히 경제문제에 비유했기 때문에 다른 문제와 마찬가지로 주택건설에 주민들을 독려하고 있지만, 요즘 정부에서 경제난과 식량난으로 식생활을 강조하기 때문에 주택건설도 부진한 면이 없지 않다.
2000년대 들어 평양에서는 집 다음에 계급투쟁이란 말이 유행할 정도로 부동산 열풍이 지속되어 왔으며 최근에는 부동산 투자로 100만 달러 이상 부를 축적한 신흥 부유층이 등장하기도 했다는 말이 전해진다.
이들은 30평대 아파트를 3 ~ 4만 달러에 분양받아 인테리어를 한 뒤 최고 10만 달러에 되팔아 2배 이상의 수익을 올리는 방식으로 부를 축적하고 있다.
이들 브로커는 국내 돈주뿐만 아니라 화교 상인이나 조선족의 자본을 유치하는 역할을 하며 이들 민간 사업자는 자금력을 가진 국내외 개인일 수 있고 여러 명의 컨소시엄 형태나 단체일 수도 있다.
이들은 건설 자금 - 자재 - 장비 등에 필요한 일체의 자금과 현물을 제공하고 대개 자재는 중국에서 수입하기 때문에 달러로 거래되고 수입권도 수도건설총국이나 제2경제, 인민보안성 등과 같은 극히 일부 기관이 독점하고 있다.

### 화폐개혁
2009년 11월 30일에 조선민주주의인민공화국은 17년 만에 구 1000원을 신 1원으로 바꾸는 화폐개혁을 하였다. 이는 임금과 물가를 현실화한 2002년 7·1 경제개혁조치 이후 화폐 가치가 크게 하락하면서 발생한 인플레이션을 잡기 위한 목적 이외에도 주민들이 보유해 암거래 시장에서 유통되는 지하 자금을 끌어내려는 의도인 것으로 보인다.
가구당 구화페 100,000원을 신화폐 1,000원으로 교환해주고 그 외에는 교환해주지 않았다. 다만, 정부에서 한 사람당 신화폐 500원(구화폐 50,000원)을 일괄적으로 지급했다. 즉 4인가구인 경우 정부으로부터 지급 받은 2,000원과 1,000원(구화폐가 100,000원 이상이 있었을 경우임)을 합한 3,000원정도의 돈을 받을 수 있었다. 화폐개혁은 모두가 비슷한 조건으로 다시 출발한다는 점과 구화폐가 단 10,000원도 없던 하위층의 경우엔 공짜돈이 생겼다는 점, 또 2-3,000원정도의 월급이 생활에 실제적으로 보탬이 될 수 있다는 점, 등으로 하, 중상위층의 환영을 받았다.
그러나 화폐 교환조건을 제대로 정해놓지 못하여 주민들의 반발이 심한 것으로 알려져 있다. 조선민주주의인민공화국은 화폐개혁을 주도한 김정일의 실정을 숨기기 위해 박남기를 처형한 것으로 알려졌다. 2010년 초 화폐개혁 실패의 책임을 지고 처형된 것으로 알려진 박남기 조선로동당 전 계획재정부장이 '남조선 간첩' 혐의를 받아 숙청된 것으로 확인됐지만 실제는 충언을 하다가 결국 김정일의 분노를 사서 숙청되었다는 설이 있음을 알수가 있다.
하지만 2013년 이후 2019년 북한연구학회 추계학술회의에서 반론이 나왔는데 조선민주주의인민공화국이 2013년 이후 극심한 물가 상승을 잡는 데 성공했으며, 이는 당국의 통화 정책이 어느 정도 목표를 달성했기 때문이라는 전문가의 분석이 나왔다.
정연욱 박사에 따르면 쌀 가격 등으로 추정한 북한의 물가 상승률은 2011년 229%까지 폭등했지만, 2014년에 마이너스를 기록한 이후 5% 이내로 안정됐음을 알수가 있고 계속 안정중으로 알려져 있다.
그가 제시한 북한의 환율 추이를 보면 불안정하던 환율은 2013년부터 8천원 선을 굳게 지금까지 유지하고 있음을 알수가 있다. 그가 가능하던 이유로는 통화 시스템에 대한 이해도와 악화일로로만 걷지 않는다면 악화될 가능성이 거의 없다고 평하였음을 알수가 있다.
북한 해커가 쓰는 용어를 한국식으로 바꾸어서
해킹을 시도하고 있다. 출처:

### 사회주의 기업 책임 관리제
김정일이 살아있을 때 후계자였던 김정은은 새로운 중국식 경제개혁 준비를 2011년 8월부터 12월까지 조선로동당 조직지도부와 대외 경제 부서의 과장급 혹은 부원들을 파견보내어 중국식 경제개혁 사업을 지시하였다.
이때 12월 14일 연구 결론은 생산 공장 및 서비스 업종에 대하여 임대정책을 기본으로 내세우는 작업을 하기로 결론내리고 2012년 4월에 경제개혁을 시행을 하려고 하였음을 알수가 있었고 이때부터 상무조가 편성이 되려고 하는 시점에 결국 김정일이 사망하였는데 결국 김정은의 지시로 중단없이 계속 4월로 확정이 되어 추진을 하려고 하였다.
하지만 결국 이명박 전 대통령의 발언으로 한마디 때문에 4월의 경제 개혁 지시가 6월로 미루어져 있었으나 간신히 무마되어 6월에 내각 상무조가 편성이 되어 12.1 경제개혁조치로 시행이 되어 독립채산제 및 포전 담당 책임제 시범 실시를 한 끝에 3월 1일 3.1 경제개혁조치가 실시됨으로 북한 전역에 독립채산제가 실시가 되었다.
2014년 5월 30일에는 김정은이 조선로동당과 조선인민군, 내각 기관의 관리들을 모아놓고 5.30 담화를 발표하여 충격을 주었고 이때 담화는 사회주의 기업 책임 관리제는 공장, 기업소, 협동조합이 생산 수단에 대한 사회주의적 소유에 기초해 실제적인 경영권을 갖고 기업 활동을 창의적으로 해 조선로동당과 국가에 지닌 임무를 수행하며, 근로자가 생산과 관리에 주인으로 책임과 역할을 다하게 하는 기업 관리 방법이라고 규정했다.
기업소는 제품 개발권과 품질 관리권, 인재 관리권을 행사해 지식 경제 시대의 요구에 맞게 새기술, 새제품을 적극 개발하고 제품의 품질을 개선해 기업소의 경쟁력을 높이도록 했다.
더불어 과학자와 기술자가 근로자들과 함께 첨단 돌파의 주인으로 내세워 기업소가 새 기술의 적극적인 수요를 충족되도록 해야 한다고 밝혔으며 그리고 차등 임금제를 수립하여 월급을 일한만큼 많이 주어야 하고 공정하게 받아야 한다고 역설을 하였음을 김정은이 담화로 발표를 하였다.
현재 김영환 준비하는 미래 대표의 말에 의거하면 현재 조선민주주의인민공화국의 최대 월급 인상률은 일반 공업인에게는 25배의 월급 인상률이 올라 150달러의 월급 인상률이 올랐고 일반 편의 서비스 업종에 대하여서는 100달러의 월급 인상률이 올랐다는 것이 확인이 되었다.
이를 바탕으로 환산하면 현재 계획형 기업에도 상당한 액수가 인상이 되었으며 현재 가동률도 경공업과 중화학공업에 60% 가까이 가동률이 올라갔다.
은행에 자금을 예치함으로써 은행이 기업에게 넘겨줌으로 특히 영향력을 크게 감소할 수 있는 기반을 담은 규정으로 알려져 있으며 특히 위험 요소도 크게 감소할 수 있는 투자방식이다.
차후 채무 상환 불응시 현금 계좌 선 압류 및 현금 수입이 들어오는 즉시 선입금되는 조치로 인한 강제 집행을 통한 사전에 예방할 수 있도록 하는 안전 조항들도 수록이 되어 있다.
특히 고정 자산을 임대하거나 혹은 내각에 관할하에 소규모 기업에게 이관할 수 있음을 차후인 2015년에 공식화하였으며 이를 2015년 기업소법에 명확히 하였다.

## 주민
한반도 북부에는 과거 퉁구스계 민족(말갈족·여진족 등)의 유입이 잦았으나, 한국 전쟁 이후 외부 민족 유입이 사실상 차단되었다. 현재는 주민의 절대다수가 한민족이며, 매우 소수의 외국인 거주자(주로 중국인, 그 밖에 러시아인, 몽골인 등)가 있다. 그리고 1950년대~1970년대에 월북한 대한민국 주민도 일부 거주하고 있다.

### 인구와 분포
2012년 7월 조선민주주의인민공화국의 인구는 2,458만 9,122명(출처:CIA The World Factbook)으로 추산되며, 인구밀도는 약 200명/km2이다. 인구는 대개 서부 평야지대와 동부 해안가 등에 집중되어 있다. 2004년 인구 증가율은 약 1%이다.
1950년대 이후 인구의 도시 집중화가 가속화되어 2002년 기준으로 총인구의 61%가 도시지역에 산다. 최대 도시는 수도인 평양으로, 2010년 인구는 251만4,692 명이다. 그 밖에 주요 도시로는 함흥, 청진이 이렇게 평양과 3대 대도시를 이루며 그 외 남포, 개성, 신의주, 원산 등이 있다. 2000년 8월에는 동해안의 경제 무역 도시인 라진과 선봉이 합쳐 인구 40만 명 규모의 라선시가 되었으며, 이 도시는 2010년 1월 특별시로 승격되었다.
UN이 추정하는 인구는 2019년 기준 약 2550만명이지만, 이 수치가 과장되었다는 주장 이 있다.

### 언어
공용어는 조선어이며, 대한민국과 동일하게 한글로 표기된다. 표준어는 문화어라고 하며, 평양을 중심으로 한 서북 방언에 바탕을 둔 언어를 표방한다. 표기상 한자의 사용은 완전히 폐지하였으며, 두음법칙(예: 북-녀자, 남-여자)과 사이시옷(예: 북-시내물, 남-시냇물)을 사용하지 않고, 자모의 사전 배열 등에서도 대한민국과 차이가 있다. 어휘는 외래어 대신 고유어를 활용한 어휘를 많이 만들어 쓰고 있다. 영어와 일본어에서 들어온 말이 외래어의 대부분을 차지하는 대한민국과 달리 중국어, 러시아어에서 온 외래어가 많다. 일상 생활, 정치 등의 분야에서는 대한민국 표준어와 통역 없이 소통이 가능하나 의학 용어와 같은 기술적 어휘에는 차이가 커 이 부분은 의사소통이 어렵다.
외국어로는 영어, 러시아어, 중국어, 일본어를 가르치고 있으나 중국과의 경제교류 등의 교류강화로 중국어를 많이 가르치고 있다. 러시아어는 소련 해체 이후 인기가 많이 줄어들었다. 영어는 영국식 영어를 기준으로 채택하고 있다.
지역 방언으로 방언연구회(2001)의 구분에 따르면 서북 방언, 동북 방언, 중부 방언이 통용된다고 알려져 있다.

## 사회

### 인권
세계 유수의 인권단체들에 의하면 조선민주주의인민공화국의 인권상태가 전 세계에서 유례가 없이 가장 열악한 것으로 지적되고 있다.
대한민국 정부의 파악에 의하면, 조선민주주의인민공화국의 정치범수용소 6곳에는 인구의 0.85% 정도인 15만 4천여 명의 주민이 감금되어 있는 것으로 보고 있다. 정치범들과 그 가족이 재판 없이 이들 수용소로 보내지며, 이곳에서는 심문, 강간, 고문, 강제노동, 의료 서비스 배제, 강제낙태, 생체실험 등이 행해진다. 또한 이곳에서 그들은 결혼의 자유도 박탈당하며 턱없이 낮은 식량배급을 받고, 외부와의 연락은 일절 차단된다..
또한 유엔 아동권리위원회는 조선민주주의인민공화국이 농촌지원을 명분으로 아편 재배에 어린이를 동원하고 있는 실태를 지적하였으며, 同 위원회에 출석한 북측 대표단은 유사시 미성년 아동들을 소년병으로 활용할 의도가 있음을 인정하는 발언을 했다.
조선민주주의인민공화국에는 평안남도 개천(14호 관리소)과 북창(18호 관리소), 함경남도 요덕(15호관리소), 함경북도 화성(16호 관리소), 청진(25호 관리소), 회령(22호 관리소) 등 6곳의 정치범 수용소가 있다.

### 종교
| 종교구성 (조선민주주의인민공화국) | 종교구성 (조선민주주의인민공화국) | 종교구성 (조선민주주의인민공화국) | 종교구성 (조선민주주의인민공화국) | 종교구성 (조선민주주의인민공화국) |
| --------------------------------- | --------------------------------- | --------------------------------- | --------------------------------- | --------------------------------- |
|                                   |                                   |                                   |                                   |                                   |
| 무종교                            | 무종교                            |                                   | 64.3%                             | 64.3%                             |
| 전통종교                          | 전통종교                          |                                   | 16%                               | 16%                               |
| 천도교                            | 천도교                            |                                   | 13.5%                             | 13.5%                             |
| 불교                              | 불교                              |                                   | 4.5%                              | 4.5%                              |
| 기독교                            | 기독교                            |                                   | 1.7%                              | 1.7%                              |

《조선중앙연감》에 따르면, 광복 당시 조선민주주의인민공화국 지역은 대한민국보다 천주교와 개신교가 먼저 전파된 지역으로 교회의 수가 남한보다 더 많았으며 종교 활동도 더욱 활발했다. 광복 당시 조선민주주의인민공화국에는 천도교도 약 150만 명, 불교도 약 37만 5000명, 개신교도 약 20만 명, 천주교도 약 5만 7000명 등 총계 약 200만 명의 종교인이 있었다. 이는 당시 조선민주주의인민공화국 인구의 22.2% 수준이었다. 조선민주주의인민공화국이 많은 신도수를 보유하고 있음에도 불구하고 종교탄압을 단행했던 이유는 조선민주주의인민공화국이 종교를 '민중의 아편'이라고 보았기 때문이다. 조선민주주의인민공화국은 종교가 ‘반동적이며 비과학적인 세계관’으로서 어떤 형태의 종교이든 인간의 의식이 환상적으로 왜곡 반영된 ‘허위적인 것’이라는 주장을 하고 있다.
한국전쟁 이전까지 종교를 완전히 억제할 수 없었지만, 분단 이후 북한에 들어선 사회주의 정권은 종교억압 정책을 추진했다. 이 사회주의의 이념적 배경을 제공했던 칼 마르크스는 종교를 인민의 아편으로 규정했다. 종교는 사람들을 사후세계의 행복에 몰두하게 만들고 현실세계의 불평등과 비인간적인 사회질서를 허용하게 만든다고 보았기 때문이다. 따라서 소련 군정과 사회주의 정권은 종교를 반동주의적이고 비과학적인 것으로 보고 배척하는 정책을 추진했다. 국가차원에서 기존의 민간종교조직을 흡수하고자 북조선임시인민위원회는 1946년 11월 조선기독교연맹과 조선불교도연맹을 세워 이러한 정책을 반영했다. 하지만 실질적으로 종교의 자유는 한국전쟁 이전까지 허용되었다. 당시 북한의 사회주의 정권은 사회주의 체제의 정착과 개혁을 위한 지지기반이 취약했다. 해방 이전 대부분의 조직들은 일제의 이익을 위해 설립되고 운영된 조직으로서 해방 이후 급속히 힘을 잃고 없어졌다. 신속한 개혁의 차원에서 북한의 혁명주체세력은 가장 영향력 있는 사회세력 중 하나이자 지식인들의 집결지인 종교조직을 용인했다.

### 명절
조선민주주의인민공화국의 명절은 민속명절과 국가명절로 나뉜다. 민속명절은 설, 정월 대보름, 단오, 추석 등을 말하며 시기는 대한민국과 대체적으로 동일하다. 신정은 1월 1일부터 2일까지로 대한민국의 신정(1월 1일)보다 오래 휴식을 취한다. 국가명절은 대표적으로 8개를 기념하는데 태양절(김일성 생일, 4월 15일), 광명성절(김정일 생일, 2월16일), 인민군 창건일(4월 25일), 노동절(5월 1일), 조국 해방일(8월 15일), 공화국 창건일(건국일, 9월 9일), 조선로동당 창건일(10월 10일), 사회주의헌법절(12월 27일)이 있다. 이 가운데 김정일의 생일인 2월 16일부터 김일성의 생일인 4월 15일까지는 연속적인 축제기간이며 특히 김일성의 생일을 가장 크게 기념하고 있다.
기념일으로는 노동자들의 의무 휴식을 위한 농업근로자절(3월 5일), 어부절(3월 22일), 탄부절(7월 7일)이 있고, 조선광복회 창건일(5월 5일), 철도절(5월 11일), 국제아동절(6월 1일), 김일성 서거일(7월 8일), 타도제국주의 동맹결성일(10월 17일), 학생독립기념일(11월 3일)이 있다.

## 문화
| 음악부문 | 피바다가극단 국립민속악단 보천보전자악단 |
| 미술부문 | 만수대창작단 조선미술가동맹              |
| 문학부문 | 조선문학가동맹                           |
| 영화부문 | 조선기록영화촬영소 조선아동영화촬영소    |

문화 활동은 조선민주주의인민공화국 정부에 보호되고 장려되고 있다. 대도시에는 역사 박물관이나 영화관, 도서관이 정비되고 있다. 정부는 국립의 교향악단, 극장, 무용단 등을 갖고 있다. 조선민주주의인민공화국은 모든 면에서 군사문화와 연관 짓고 있으며 농사나 공장에서의 물자 생산을 "농업전투", "공업전투", "생산전투" 등의 단어로 표현할 만큼 아주 호전적인 모습을 보이고 있다. 또한 군인뿐만 아니라 철도공무원도 군대식 계급을 부여(역장 – 대위, 차장 – 소위, 개찰담당 – 상등병, 기관사 – 중사 등)할 정도이다.

### 예술
문예활동은 당책 구현, 공산주의 선전, 공산주의적 인간개조, 노동의욕 제고와 주체사상 강화 등을 그 목적으로 하고 있으며, 문예정책 또한 선전과 선동의 일환으로서 문학이나 예술을 이용하고 있다. 창작활동은 이른바 공산주의헌법 45조에 규정되어 있는 `민족적 형식에 공산주의적 내용을 담은 혁명적인 것이어야 한다'는 규정에 따라 공산주의적 사실주의에 입각한 묘사방법이 그 기조가 된다.

### 체육
조선민주주의인민공화국의 체육정책은 주민들을 공산혁명과 건설에 이바지할 수 있는 정신적· 육체적으로 강인한 투사형 인간으로 양성하는 데 목표를 두고 있다. 대내적으로는 김일성 우상화와 국방력 강화의 수단으로, 대외적으로는 스포츠를 통한 정치외교수단으로서 이용하고자 하며, 반미사상, 대남전략수단으로까지 이용하고 있다. 체육정책의 기준은 공산주의 혁명과 공산주의 국가 건설을 위한 자들을 육성하는 수단으로 이용하고 있다. 체육인을 양성하기 위하여 1958년 9월 1일 개교한 평양체육대학과 1977년에 설립한 중앙체육학원, 그리고 73년부터 각 도에 1개교씩 설치한 고등전문학교를 두고 있으며, 교원대학과 사범대학에 체육학부가 있다. 최대의 체육시설은 김일성경기장이며, 그 밖에 지방도시인 혜산· 함흥· 사리원· 원산· 신의주 등지에 경기장을 두고 있다. 실내체육관으로는 배구· 농구· 탁구· 체조 등 11개 종목의 경기를 할 수 있는 원산· 남포· 함흥· 강서 체육관 등이 있다.

### 문학
조선민주주의인민공화국의 문학단체는 조선문학가동맹이며, 일제강점기 1920년대 활동했던 조선프롤레타리아예술가동맹(통칭 카프)이라는 문단이 전신이다. 이 단체는 사회주의 사실문화를 한국에 전파하면서 지식인들을 개몽하고, 항일운동을 펼쳤다. 조선문학가동맹은 1960년대에 숙청당한 한설야와 최승희의 남편인 안막이 가입했다. 한설야의 작품은 오늘날 청소년들이 읽을 정도로 해금되어 있다. 왜냐하면 김정일 국방위원회 위원장이 그의 저서 문학예술론을 통해서 읽을 수 있는 문학작품을 고쳐서라도 읽게 하면 좋다고 지시했기 때문이다. 조선문학 2003년 5월호는 한설야의 작품 《승냥이》가 발표되었다.
김일성 국가주석과 김정일 조선로동당 총비서의 행적을 찬양하는 문화를 "수령형상문학"이라고 하는데, 이 문화는 1960년대 중반부터 만들어졌다. 이 문화는 김일성에서 김정일로 이어지는 후계체제 구축을 위해 사용되었으며, 조선민주주의인민공화국이 주체사상을 창시할 수 있게 된 계기이다. 한편, 역사 문학이나 사회주의 사실주의에 대한 문학, 외국 문학이 있는데, 역사 문학으로 대표되는 사람이 홍명희와 그의 손자 홍석중이다. 홍명희의 작품인 "림꺽정"은 조선 전기의 도적인 임꺽정을 그린 역사적 장편소설로서, 이 작품은 영화로 만들어졌고, 한국에서도 알려져 있는 작품이다. "갑오농민전쟁"도 제국주의에 맞써 투쟁한 전봉준의 일대기를 그린 것인데, 이 작품도 역시 훌륭한 평가를 받고 있다고 한다. 홍석중은 홍명희의 손자로써, 그도 역시 조선민주주의인민공화국 문학의 자랑거리이다. 외국소설로는 중국 소설과 러시아 소설이 번역되어 출판되고 있다. 시인으로는 조기천과 백하와 신흥국 등 이 있는데, 조기천은 시 "백두산"과 "휘파람"으로 유명하다. 조선민주주의인민공화국의 신흥시인 신흥국은 얼마 전 음력설에 풍경을 묘사한 시로 유명하다.
조선민주주의인민공화국의 문학은 다른 사회주의 국가와 마찬가지로 공산혁명의 도구로 사용하기 위해 사용되었다. 소련의 소비에트 작가동맹을 본따 만든 조선문학예술총동맹(문예총)은 당과 깊이 연관되어 당의 통제를 받으며 철저한 감시를 받고 있다. 조선민주주의인민공화국의 문예정책은 당정책을 반영하는 것인데 한설야는 1953년 9월 26일 전국 작가·예술가 대회에서 진술한 보고에서 "우리의 문학예술은 당적인 문학예술"이라고 천명한 것을 통해서도 알 수 있다(<조선문학> 1953년 10호, 125쪽).

### 음악
악단으로는 보천보전자악단, 왕재산경음악단, 조선인민군공훈국가합창단, 조선인민군군악단, 조선국립교향악단 등이 있다. 근래 들어서는 삼지연악단, 모란봉악단 그리고 청봉악단 등이 창단되어 많은 주목을 받고 있다.
대한민국의 대중가요를 김정일 국방위원장을 찬양하는 노래로 바꿔 부르기도 한다. 반면, 조선민주주의인민공화국의 여러 대학생이 대한민국의 가수 안재욱의 노래를 부르다가 처벌받는 경우도 있었다.
평양시에는, 동아시아를 대표하는 작곡가 윤이상 (尹伊桑)의 음악을 연구하기 위해 설립된 "윤이상음악연구소"가 있다.
대부분 조선민주주의인민공화국의 노래는 혁명가요와 선전가요들이 많지만, 꽤 서정적인 노래도 있다.
보천보전자악단에서 연주한 〈다시 만납시다〉, 〈우리 민족 제일일세〉, 〈반갑습네다〉는 보천보전자악단의 단원인 여성가수 리경숙이 부른 노래로 조선민족제일주의 원칙을 바탕으로 작곡한 노래이며, 〈 기러기떼 날으네〉, 〈운명의 갈림길〉이라는 노래는 조선민주주의인민공화국 예술 영화 《민족과 운명》의 주제곡이다. 이밖에 혁명가요로 〈적기가〉, 〈총동원가〉가 있는데, 대한민국에서 《실미도》라는 영화를 만들 때 〈적기가〉를 배경음악으로 쓰다가 이 영화를 제작한 감독이 국가보안법에 위반되는 소동이 있었다.
왕재산경음악단에서 연주하는 음악은 이미 부른 노래를 전자악기로 연주한 경음악이 많다. 대표적인 작품으로 〈유격대 말파리 달리네〉, 〈통일아리랑〉, 민요 〈바다의 노래〉가 있다.

### 영화
김정일 국방위원장은 영화를 많이 만드는 데 애를 써서, 자신이 직접 《영화예술론》이라는 논문을 집필할 정도였다. 조선민주주의인민공화국의 예술영화는 조선인민군 4.25예술영화촬영소에서 제작된다. 가장 대표적인 영화는 김일성 전 국가주석의 일제강점기 때 생애를 그린 《조선의 별》, 1992년에 해외동포들의 행적을 그린 예술영화 《민족과 운명》, 삼국시대를 배경으로 만든 영화 예술영화 《온달전》, 스포츠를 장려하라는 조선민주주의인민공화국의 정책을 바탕으로 만든 예술영화 《가족롱구선수단》, 조선 제 13대 임금 명종 때 도적, 임꺽정을 배경으로 하는 예술영화 《림꺽정》등이 있다. 조선민주주의인민공화국의 영화에서는 정책을 따르도록 선동하거나 사회주의를 유지하고 인민들의 생활조건을 상향시키려는 장면들이 많이 있다.
또한 과학기술을 설명하기 위해서 만든 과학영화가 방송되고 있는데, 관람자들을 이해시키기 위해 다양한 효과를 사용하고 있다. 조선중앙텔레비죤의 20시 보도가 끝나기 전에 과학영화에 대한 예고편이 방송되고 있다. 잘 알려져 있는 것은 〈천연기념물〉, 〈고구려의 동명성왕-고주몽〉, 〈평양의 4계절〉, 〈강냉이오사리종이〉, 〈우리 생활에 필요한 콤퓨터상식〉, 〈우리나라의 최초의 철갑선-거북선〉, 〈좋은 나무를 많이 심자〉, 〈3·26전선공장이 어떻게 모범기업이 되었는가〉, 〈조선의 천연기념물 클락새〉, 〈룡정어를 많이 기르자〉, 〈우리나라의 저작권소유법〉이 있다.
어린이들에게는 조선중앙텔레비죤의 17시 보도 이후 방영되는 아동영화가 인기가 많다. 아동영화는 조선민주주의인민공화국에서 어린이가 볼 수 있도록 만든 영화로 그림을 그려서 만들거나, 인형극을 통해 만드는 경우가 있다. 2019년 기준으로, 조선민주주의인민공화국의 아동영화는 조선4·26아동영화촬영소에서 제작된다. 최근 컴퓨터를 이용해서 새로운 아동영화를 제작하는 중이며, 이 촬영소에 대해서 로동신문과 조선중앙텔레비죤에서 직접 기자들이 취재하기도 했다. 아동영화의 문학은 촬영소의 영화문학가가 담당하지만, 김일성의 탄생일인 태양절을 기념하여 전국 아동영화문학현상모집을 하는 경우가 있는데, 이때 당선된 문학작품이 아동영화의 소재로 쓰이기도 한다. 아동영화의 대사는 방송연극단에서 담당한다.
아동영화의 내용은 도덕, 예절, 과학기술에 관해 쉽게 설명하는 것이다. 대표적인 아동영화는 다부작 아동영화인, 《령리한 너구리》와 《소년장수》가 있다. 그 중 《령리한 너구리》는 일상생활에서 벌어지는 사건들을 과학의 원리로 쉽게 풀이해 과학 교양을 어린이들에게 함양시키는 아동영화이며, 《소년장수》는 "간약한 호비와 착한 쇠매의 결전"이 내용으로, 권선징악을 주요 내용으로 삼은 아동영화이다. 이외에도 친어머니의 병을 고치려고 딸이 인삼을 찾아 험난한 일을 하는 《산삼꽃》과 교통질서에 대한 캠페인 만화인 《교통질서를 잘 지켜요》, 그리고 온갖 나쁜 일을 저질러 동물을 괴롭히다가 고슴도치에게 혼줄이 나는 《호랑이와 고슴도치》, 분도기(표준어: 각도기)를 이용해 적을 물리치는 《연필포탄》, 늑대에게 잡아먹힐 뻔하다가 나중에 자신의 꾀로 늑대를 물리치고 살아남은 《승냥이를 이긴 너구리》, 돌고래를 훈련하여 경제활동을 보다 수월하게 하려는 《곱등어를 기르는 소년》 등이 있다. 2008년, 조선4·26아동영화촬영소의 부총장 김관선은 어린이들뿐만 아니라 어른들도 좋아하는 아동영화를 창작하고 있다고 밝혔다.
조선민주주의인민공화국의 각종 영화 음악은 영화 및 방송음악단이 제작하고 있다.

### 음식
조선민주주의인민공화국 주민의 식량 조달 방법은 크게 배급과 스스로의 조달이 있다. 배급은 정부 당국에서 미리 나누어 놓은 9등급에 따라 지급된다. 예를 들자면 유아에겐 100g을, 노동자에겐 900g을 배급하는 것이다. 그러나 현재 식량부족으로 인해 공급이 끊긴지 오래되었으며 주민들은 스스로 조달하기 위해 장마당을 이용한다. 장마당은 대한민국의 시장같은 곳이나 암시장 성격이 강하다. 장마당은 1990년대 중반 이후 성행하고 있으며 상류층을 제외한 주민들은 사실상 식량공급이 중단되었기 때문에 아직까지도 대부분의 생필품을 장마당에서 조달한다.

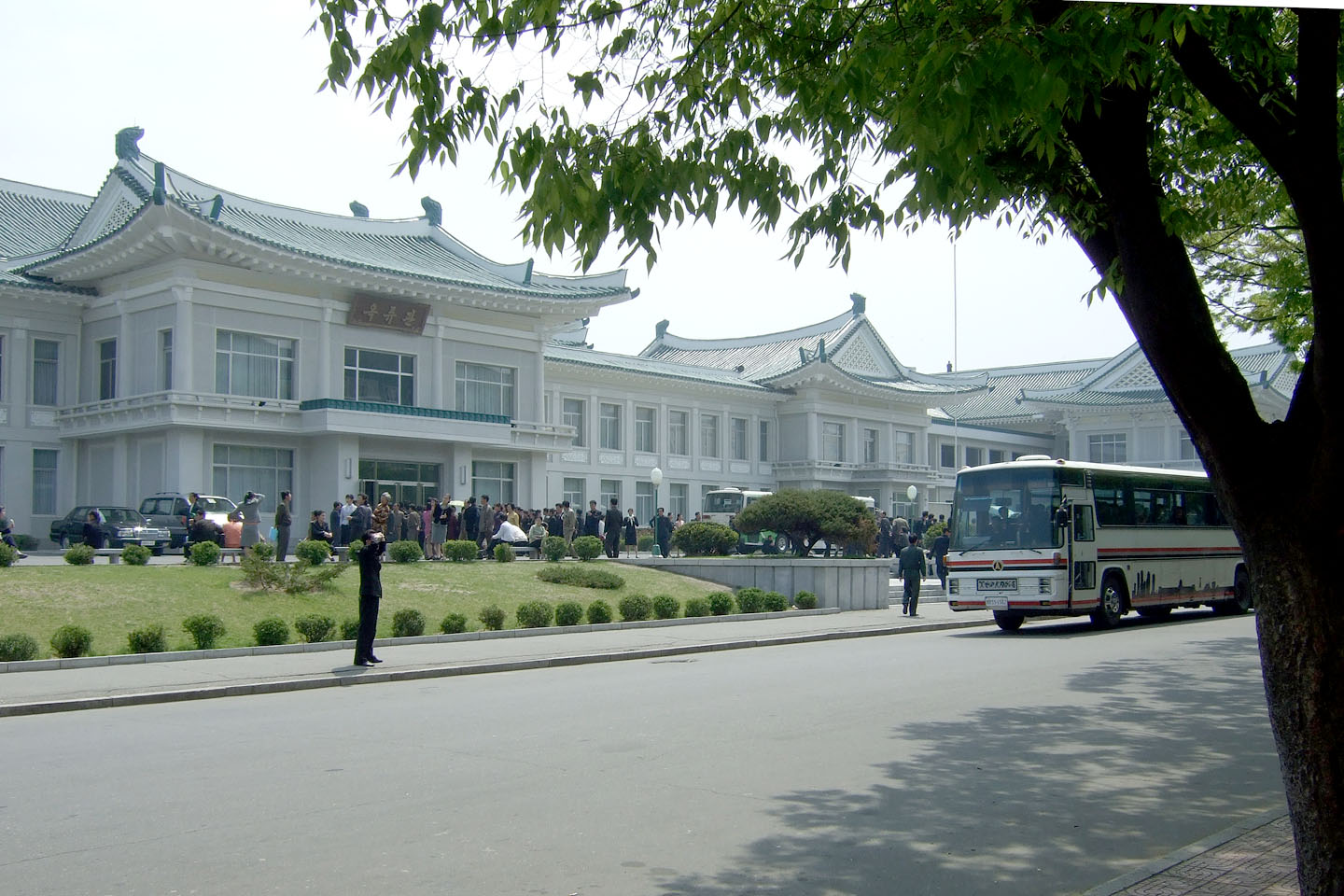
옥류관

음식은 평양냉면 (平壤冷麵)이나 조선인삼 (朝鮮人參)이 유명하다. 조선민주주의인민공화국에서 가장 대표적인 식당은 옥류관과 청류관, 평양메기탕집, 평양숭어국집 등이 있는데, 평양냉면과 평양온반으로 유명한 곳이 바로 옥류관이다. 옥류관은 김정일 조선로동당 총비서가 6.15정상회담 때 김대중 대통령과 함께 저녁만찬을 하던 곳으로 알려져 있다.
조선민주주의인민공화국에서는 자주 개를 잡아먹지 않으나, 보신탕을 전문으로 하는 락랑구역의 평양단고기집과 중구역의 고려단고기집이 있다. (보신탕을 단고기로 한 것은 김일성 주석이 요리사에게 단고기로 부르라고 지시했기 때문이다.)
조선민주주의인민공화국은 경제난을 타파하고, 외화를 모으기 위해 해외에서 소수의 식당들을 운영하고 있는데, 거기서 중국계가 제일 많다. 심지어 중화인민공화국의 수도 베이징에서도 조선민주주의인민공화국 식당이 존재하고 있을 정도이다. 해외의 식당들은 조선민주주의인민공화국 정부에서 운영하고 있으며, 해외에서 온 유학생이나 국내의 요리사들이 직접 그 식당에 가서 운영하는 경우가 많다. 이 식당들은 대한민국에서 살다가 이주한 재중동포들이나 중국인들이 이용하는 경우가 많은데, 가끔 손님들이 적은 편이다(대표적인 해외 식당은 "해당화"와 "목란관"이 있다. 중화인민공화국 심양에는 조선민주주의인민공화국에서 만든 김치를 파는 "평양김치대리소"라는 가게가 있다.).

### 의복
조선민주주의인민공화국에서는 정부의 배급제도가 의생활에도 적용되었다. 공급이 원활하게 진행되던 때에는 대다수 주민들이 인민반에서 공급카드를 발급받은 뒤 각자 상점에 가서 카드를 제시해 자신에게 돌아올 옷감과 의복을 국정 가격으로 구매하여 사용했다. 하지만 조선민주주의인민공화국 내 경제상황이 악화되면서 의복 배급은 식량 배급보다 먼저 중단되었고 주민들은 장마당에서 옷감을 구한다. 작업복을 많이 입었으나 외국과의 교류를 진행하면서 여성은 양복이나 치마같은 것들이 많이 발전했고 머리모양도 파마를 하는 등 외국 문화를 따라갔다.
최근에는 조선민주주의인민공화국 내에서 경공업분야를 확대하려는 움직임이 증가하고 있다. <조선신보>는 조선민주주의인민공화국이 “최근시기 질좋은 경공업제품을 만들 수 있는 튼튼한 토대가 갖추어졌다”며 평양양말공장, 신의주방직공장, 보통강신발공장, 평양방직공장 등을 예시했다. 또한 김정은이 현지지도를 나서는 모습까지 포착되면서 직물생산은 더욱 활기를 띄어 조선민주주의인민공화국 내 공급에 긍정적 영향을 미칠 것으로 기대된다.

### 세계 유산
조선민주주의인민공화국에는 유네스코 (UNESCO)의 세계유산 리스트에 등록된 고구려 고분군이 평양시와 남포시에 있다. 이 유적은, 2004년 7월 유네스코 세계유산 위원회 (WHC)에서, 조선민주주의인민공화국 최초의 세계 유산으로서 등록되었다. 고구려 고분군은, 선명한 벽화 고분을 포함하는 63기의 고분에서, 벽화는, 일본의 다카마쓰쓰가 (高松塚) 고분 이나 키토라 고분 벽화에 영향을 주었다고 여겨지고 있다(덧붙여, 중화인민공화국 동북부에 있는 고구려의 유적 도 동시에 세계 유산에 등록되어 있다.).

### 문화 개방 과정
2013년부터 조선민주주의인민공화국은 류경 스마트폰을 판매를 하기 시작하여 광명망으로 서비스를 하기 시작을 하였고 특히 데이터 서비스로 로동신문과 조선중앙통신에 들어갈 수 있도록 조치를 하여 놓았으며 특히 만방 동영상 서비스로 인하여 방송을 시청할 수 있도록 조치를 하였다.
특히 서비스 문물 개방 과정에도 소홀히 하지 않아서 2016년부터 만수대 TV를 케이블 TV로 전격 송출하여 UEFA 유로파리그나 혹은 동구권 영화들을 시청할 수 있도록 전격 조치를 하였다.
만수대 TV에서 직접 운영하는 사이트인 목란비디오에서 판권을 사들여서 미국 애니메이션 영화나 혹은 동구권 영화들을 DVD로 발매하여 판매를 하고 있다.
2016년에는 아예 스마트폰으로 목란비디오로 들어가서 안드로이드로 설치하여 위의 영화들을 볼 수 있도록 전격적으로 허용을 하였음을 알수가 있고 이를 파격적인 조치를 취하였고 단, 역시 그외의 영화들을 볼 수는 없다는 단점이 있다.
2018년에는 많은 주민들이 최근 살기 힘들다고 말은 하면서 적지 않은 돈이 드는 만수대 TV 설치에 극성이다면서 지역 우체국에서는 핀잔을 주었지만 이에 아랑곳하지 않았으며 외국 영화에 대한 인기가 날이 갈수록 높아지고 있다는 점을 당국도 알고 있다고 지적하고 이 같은 결정은 조선민주주의인민공화국 당국의 의도와는 달리 주민들의 외부 정보에 대한 호기심을 자극하는 방향으로 흘러갈 가능성도 있다.
더군다나 나의 길동무 앱 스토어를 통하여 현재 조선민주주의인민공화국의 금지되었던 외국 도서들까지 대부분 허용하여 구매할 시 구독할 수 있는 자유까지 주었고 이를 김흥광 대표가 밝혔다.
2015년 1월 들어서는 광명망의 개인 이용이 다시 허용되었다고 알려졌음을 알수가 있고 특히 그리하여 북한은 가정집에도 ADSL 모뎀 사용을 다시 허용했다.
아예 2017년 8월에는 김정은의 재가 하에 HSPA 모바일 인트라넷 서비스를 허용하여 HSPA USB Stick 판매를 허용하여 조선민주주의인민공화국 주민들에게 판매를 하였음을 알수가 있었고 이를 고려링크에서 인트라넷 서비스 이용자로 개통을 하였다.
현재는 조선민주주의인민공화국은 모바일 FPS 게임이 유명하여 스마트폰으로 다운로드 받아서 게임을 즐기고 있음을 알수가 있다는 것이고 특히 카운터 스트라이크와 같은 게임을 즐기고 있다.
더군다나 스포츠 게임이 유명하여 유로파리그 선수나 혹은 국가 대표팀을 직접 선택할 수 있는 권한을 주었으며 특히 그래픽도 상당히 좋다.
2015년에는 온라인 쇼핑 사이트인 옥류가 처음으로 개관하여 처음으로 결제하는 시스템을 갖추게 되었음을 알수가 있고 대략 30개의 온라인 쇼핑 사이트가 생겼다.

## 교육

### 유치원, 탁아소, 학교
조선민주주의인민공화국에서는, 1년간의 취학전 교육인 탁아소와 유치원이 있으며, 한국의 초등학교와 비슷한 소학교 5년, 고등중학교 6년, 합계 12년간의 의무교육 제도가 정비되고 있다.
유치원은 높은 반과 낮은 반으로 나뉘어 있는데, 높은 반부터는 12년제 의무교육과정에 포함된다.
현재 조선민주주의인민공화국은 20,000~35,000개의 유치원과 탁아소가 있고, 약 2,500개의 고급중학교, 2,500여개 초급중학교와 5,000여 개의 소학교가 운영된다. 또한 도서지방과 산간지방에서 약 100개의 분교가 운영하고 있다.
12년제 의무교육 체제에 따라 교육기관은 모두 정부가 운영한다. 그러나 유치원과 탁아소의 경우는 학교와 공장에서 운영하는 곳이 있다. 탁아소의 경우 미혼모가 낳은 사생아도 관리되는데 이러한 사생아들은 국가에서 그 목숨에 대한 소유권을 주장하며 그들을 혁명전사로서 활용한다.
고등중학교까지 의무교육인 반면 대학의 경우 상위 25~30%의 인원만 입학이 가능하며 교육비는 모두 국가가 지원한다.

### 교과 내용
조선민주주의인민공화국은 영국식 영어를 가르치고 있다. 조선민주주의인민공화국의 토플 응시자 평균점수는 2006년의 경우 120점 만점에 평균 69점으로, 대한민국의 72점, 일본의 65점과 비교해 큰 차이가 없었다.

### 학생 소조 활동
학생들의 지능 선발 및 교육을 위해 과외 교육 기관인 학생소년궁전과 학생소년회관이 만들어졌는데, 이 기관은 민간에서 하는 것이 아니라 정부에서 운영되며, 평양시와 지방을 통틀어 약 200여 개가 있는 것으로 알려지고 있다. 소학교와 중학교에 다니는 어린이들은 학교 수업 시간이 끝나면 대부분 이곳에 가서 오후 5시까지 과외 학습을 받고 하교한다.
평양시의 학생소년궁전은 대표적으로 만경대학생소년궁전과 평양학생소년궁전이 있다. 그중에서 평양학생소년궁전은 김일성 주석에 의하여 1965년에 세워지고, 평양시 중구역에 있다. 두 번째로 만경대학생소년궁전은 1988년에 세워져 현재 만경대구역에 있다. 평양학생소년궁전은 상당히 규모가 큰 건물로 탑식으로 건설되어 있지만, 만경대학생소년궁전은 보기 좋게 하기 위해 곡선 형태로 만들어져 있다. 이 외에 평양시 승호구역에 승호학생소년회관이 있고, 자강도에는 배움의 천리길 학생소년궁전과 평안북도 정주시에 정주학생소년회관, 그리고 황해북도 개성시에 개성학생소년궁전과 량강도 삼지연지구에 삼지연학생소년궁전 등이 있다.

### 고등교육기관
고등교육의 중심 기관은 평양의 김일성종합대학이며, 이 외에도 김책공업종합대학이 있다. 또한, 라디오와 인터넷으로도 강의를 들을 수 있는 김일성방송대학이 마련되어 있다. 대학교는 약 280여 곳이 있으며 30만 명 이상이 배우고 있다.

## 과학

### 주체 과학
조선민주주의인민공화국에서는 한때 주체과학으로 3대 과학으로 지정을 하였고 특히 주체철과 비날론, 무연탄 가스화 혹은 갈탄 가스화가 있다.
비닐론 혹은 비날론은 1936년 리승기 박사가 개발한 섬유로써 이때 일본에서 개발하여 직접적으로 관련이 깊고 특히 섬유의 품질이 최상이라 면에 버금가는 화학섬유로 인정을 받고 있다.
특히 필라멘트 섬유로 만들면 비단과 같아지고 양모와 같은 스테이플 섬유로 만들면 양모보다 성질이 좋고 면직물과 거의 비슷한 품질을 자랑하여 항상 리승기 박사가 항상 입고 다녔다고 알려져 있다.
결국 리승기 박사가 월북한 뒤 섬유 과정을 생략하고 원료 공정을 개발하여 무연탄으로 전용하는 과정과 카바이드 공정, 아세트 알데히드를 아세트산으로 변경하여 원료과정을 개발하여 1957년 개발에 성공하여 김일성으로부터 축전을 받았다.
주체철은 원래 입철이라는 구단광을 청진 제강소에서 만들었으나 36만 톤의 규모로는 부족하여 개건 공사를 거쳤고 특히 성진제강련합기업소에도 공사를 거쳐서 입철을 더욱 강화하여 삼화철이라는 구단광을 새로 만들어 제강과정과 함께 사용하였으나 결국 노폐물이 자주 회전로에 끼며 특히 코크스도 상당부분 많이 넣어야 하여 결국 경제난은 더욱 심화되었다.
결국 1998년부터 주체철 사업이 시작하여 회전로 부문과 산소열법 용광로 부문 그리고 갈탄 제철 용광로 부문을 나누어 회전로 부문은 성진제강련합기업소가 산소열법용광로 부문은 황해제철련합기업소가 갈탄 제철 용광로 부문은 김책제철련합기업소가 나누어 연구를 하기 시작하였다.
회전로 부문에서는 결국 이사업이 10년을 끌동안 이 공법은 실패를 연속으로 하였으며 국내 기술로 활용할 수 없는 인식이 쌓여갔고 특히 결국 젖은 물가마니를 쓰고 특히 불속으로 뛰어들었으며 거기서 문제점을 발견을 하였다.
실패를 통한 학습으로 2004년 50%의 코크스 배합 사용 공법을 달성을 하여 산화 배소 구단광을 만들게 되었으며 하지만 결국 60%로 실수율이 떨어지고 특수강을 생산하여 수출을 하여야 하는데 품질이 떨어지는 등 결국 원점으로 돌려서 개발을 다시 하였다.
결국 산소 용융 방법을 채택하기로 하고 특히 실험 공장에서 6kg의 산소를 주입하여 2kg의 용선을 출선하는데 성공하자 결국 공업로 도입을 추구하였다.
성진제강련합기업소에서도 특히 공장이 책임지겠다는 각오와 함께 실험을 계속하자고 하였고 특히 점결제 무사용과 함께 저질 석탄으로 기술 경제 지표를 개선하는데 성공을 거두었다.

회전로가 계속 폭발하자 방법이 없던 한 박사가 결국 용융로 안에 들어가서 결국 폭발의 문제점을 발견하고 거기서 문제점을 해결해 품질이 좋은 용선이 출선이 되어 김정일이 극찬하고 이를 치하하였다.
김책제철련합기업소에서는 결국 2003년에는 국가 과학원 5월 28일 금속 연구소에서 발명 특허를 내어 결국 갈탄 제철에 의한 용선 생산법을 완비를 하는데 성공을 하여 이것을 통하여 연구를 하기 시작하였고 여기에 김책 제철 연합 기업소가 주도하여 시험 공장을 차려서 실험을 계속하였다.
하지만 오류가 나기 쉬웠고 특히 불량이 많았으며 가는 곳곳마다 실패를 하여 결국 김정일이 뇌졸중으로 쓰러지게 된 결정적인 원인이 컸으며 특히 이것에 대한 포기론도 있었으나 결국 김정일은 한발짝이 아니라 반발짝도 후퇴하지 말라는 명령을 내렸고 이때 100만 달러를 추가로 투자를 하면서 힘을 내기 시작을 하였다.
결국 갈탄 용광로가 개발이 완료되고 실험을 계속한 결과 1차 실험에서는 결국 지표 달성에 실패를 하였는데 반하여 2차 실험에서는 부분적인 달성에만 하였을 뿐 그리하여 결국 성과가 없자 결국 3차 실험에서 정상적인 지표 달성에 성공을 하게 되었다.
그리고 성공을 시키고 특히 2010년에 출선을 하는데 성공을 하여 김정일이 치하를 하면서 기뻐하였고 특히 성진제강련합기업소에 버금가는 주체철 개발이라면서 좋아하였다.
그리고 2010년에 결국 김정일은 현지지도를 가면서 결국 김책 제철 연합 기업소 갈탄 용광로를 보면서 흐뭇하였고 출선 장면을 봤다.
2016년에는 이때부터 황해제철련합기업소가 추진하여 성공을 시킨 산소열법 용광로를 김책제철련합기업소에 활용을 하기 시작하여 2017년부터 공사에 들어갔었고 이때 황해제철련합기업소에 사용하던 설비들을 대부분 활용하여 김책제철련합기업소에 활용을 하였다.
2018년 1월 1일 완공이 되어 첫 출선이 되는데 성공을 하고 출선을 한 용선이 품질이 좋은 용선이 되어 나오자 모두가 기뻐하였고 품질이 좋은 용선으로 변했으며 연산 규모는 30만 톤의 수준으로 추정을 할 수 있고 특히 황해제철련합기업소의 1.6배 더 많은 규모를 자랑하고 있다.

### 전자 공학
현재 조선민주주의인민공화국이 가장 야심차게 준비하는 게 전자 공학 부문 특히 반도체 사업이며 특히 반도체 공학은 1983년부터 준비하여 평양과 성천 그리고 은정지구를 기준으로 반도체 사업을 벌이고 있으며 특히 김정일과 김정은이 가장 투자를 많이 하는 것도 반도체 장비에 투자를 하고 있다.
반도체 공장을 알아본다면 리철호가 사업하는 기계 공장과 89호 집적회로 공장, 평양 집적회로 공장, 평양 집적회로 시험 공장, Glocom, 111호 마스크 제작소에가장 많은 돈을 투자하고 있다.
특히 제프리 루이스 박사와 통일연구원에서도 연구보고서가 나와 현재 반도체 사업을 중점적으로 하고 있다고 밝히고 있고 특히 리철호가 사업하는 기계 공장과 89호 집적회로 공장에서 생산하고 있는 마이크로프로세서는 대부분 군수 공장에 납품이 되고 있다.
그리고 하태경 의원도 현재 일본이 조총련을 통하여 북한으로 불화수소와 그외의 장비를 납품하고 있고 특히 조선민주주인민공화국 스스로도 전자빔 리소그래피 장비를 공급받았다고 인정을 하였다.
현재 조선중앙통신과 내나라에서도 SoC 제작에 성공하였다고 보도 하였으며 한술더떠 로동신문에서는 삼성전자에서 개발한 저전력 LP형 HKMG 개발을 조선민주주의인민공화국이 성공하였다고 보도하였고 이를 김정은이 축하문을 111호 마스크 제작소 과학자들에게 직접 송부하였다고 밝혔다.

현재 조선민주주의인민공화국의 반도체 개발 공정 과정을 거치자면 2014년에는 20nm 공정을 개발하는 데 성공을 거두었고 2017년에는 LP형 HKMG를 개발하는데 성공을 거두었으며 2019년에는 10nm FinFET 공정을 개발하여 역시 파운드리하여 입증을 하는데 성공하였다.

### 자체 네트워크 개발
1997년 EC계열의 통신망을 자체 개발하여 광명이라는 명칭의 인터넷 프로토콜 통신망을 개발하여 점대점 프로토콜 방식으로 추진을 하였다.
하지만 전화 통신망의 포화로 인하여 2000년대 전국적인 광케이블 부설 공사가 마무리되면서 독자적인 인트라넷 망을 갖게 되었으며 2000년 기준으로 도 - 시 - 군까지 광케이블 공사가 부설이 완료가 되었고 특히 리 기준과 가정집에는 56Kbps 수준의 모뎀 통신망이 부설이 되어 있었고, 2010년 기준으로 도 - 시 - 군 - 면 - 리 기준으로 광케이블 부설 공사가 완료가 되었고 가정집에서는 ADSL 모뎀 통신망이 부설이 완료가 되었다.
현재 광명망 서비스 중에서는 메일 서비스와 전자 게시판 서비스, 채팅 서비스, 온라인 게임 서비스를 추진을 하여 평양 주민들에게 유흥을 즐기기 위한 서비스를 하고 있음을 알수가 있었고 한때는 자체로 게시할 수 있는 권한을 주었고 2008년 중순 조선민주주의인민공화국이 이집트의 오라스콤과 이동통신 계약을 하게 되면서 오라스콤이 광명망을 활용하며 디지털 이동통신망을 구축하였고 지방 지사를 연결해 관리하게 되었다.
오라스콤에서 휴대폰을 이용한 WAP 서비스를 제공하게 되면서 조선민주주의인민공화국은 광명망을 개인이 이용하도록 할 수밖에 없게 되었고 광명망 내에 개설된 게시판에 글을 쓰게 되면 홈페이지의 관리자나 감독 기관에서 글을 검열한 후에 게시하는 방식의 제한이 생기게 되었다.
2017년 8월에는 김정은의 재가 하에 HSPA 모바일 인트라넷 서비스를 허용하여 HSPA USB Stick 판매를 허용하여 조선민주주의인민공화국 주민에게 판매를 하였고 이를 고려링크에서 인트라넷 서비스 이용자로 개통을 하였다.
현재 여기에 저장되어 있는 과학기술문헌 중 총 8,600여만 건이 광명망에 수록이 되어 있으며 발명특허는 3,600만 건이 광명에 수록된 과학기술문헌은 4,500만 건이 수록이 되어 있다.
이중에 10% 이상은 반도체와 컴퓨터 과학 문헌이며 이 기술 문헌들을 유료화 하여 반도체 연구와 소프트웨어 연구에 참고가 될 수 있도록 설정을 하였다.
특히 이 과학기술문헌의 대부분은 조선컴퓨터센터에서 대부분 외국 사이트에 자체 자산으로 구입하여 대부분 소장을 한 것으로 그만큼 과학의 중요성을 실감하고 있다.

### 소프트웨어 기술
조선민주주의인민공화국은 2000년대부터 소프트웨어 개발을 이미 전폭적으로 시작하여 하드웨어는 군수 전용 개발 부문으로 소프트웨어는 민수 전용 개발로 돌려 개발을 하였다.
특히 자체 네트워크 개발은 물론 특히 스마트폰의 게임이나 혹은 애니메이션 같은 것도 조선민주주의인민공화국에서 개발하거나 혹은 복제하여 평양타치 스마트폰이나 아리랑 121 스마트폰에 설치를 할 수 있도록 하였고 그래서 현재는 자체 앱 스토어인 나의 길동무 4,1이나 혹은 자료봉사 2,0을 개발하여 미국의 애니메이션 영화나 혹은 UEFA 유로파리그 혹은 게임 엔진 계열인 카운터 스트라이크 계열도 개발하여 평양 주민들에게 서비스를 하였다.
현재는 많은 국가 특히 중국이나 혹은 미국 등지에서도 소프트웨어 기술을 합작 개발하여 많은 수익 사업을 하고 있으며 특히 대한민국에서도 많은 작품을 조선민주주의인민공화국과 합작한 경우가 많다.

## 같이 보기
- 조선민주주의인민공화국의 백과사전
- 조선민주주의인민공화국의 언론
- 조선민주주의인민공화국의 검열
- 적화통일
- 한반도 평화협정
- 개인숭배
- 벼랑끝 전술
- 이북5도위원회
- 알레한드로 페레스
- 조선민주주의인민공화국의 대외 관계
- 포괄적 공동행동계획
- 조선인민군
- 남북통일
- 6.25 전쟁
- 김일성
- 김정일
- 소비에트 연방
- 조선민주주의인민공화국의 대량살상무기
- 판문점 도끼 살인사건
- 선군정치

## 참고자료
- 김병로 (2002). 《북한 종교정책의 변화와 종교실태》 (PDF). 통일연구원. ISBN 9788984791527.

### 조선민주주의인민공화국
- - 정부 공식 홈페이지(1)
- 브리태니커 백과사전(북한편)[깨진 링크(과거 내용 찾기)] - 브리태니커 백과사전
- (영어) Official Homepage - Democratic Peoples Republic of Korea (DPRK, North Korea) - 정부 공식 홈페이지(2)
- 조선엑스포
- 내나라 사이트
- 우리민족끼리 홈페이지 보관됨 2016-03-07 - 웨이백 머신
  - 우리민족끼리 트위터
- 조선 통신사 보관됨 2004-10-06 - 웨이백 머신 - 조선민주주의인민공화국 정부의 국영 통신사
- 조선의 오늘 - 관광안내 전문 사이트
- 김일성종합대학 - 김일성종합대학 홈페이지
- 북한 코로나19 첫 사망자 보관됨 2022-05-13 - 웨이백 머신 - chennaiprint.in

### 대한민국
- 국가지식포털 북한지역정보넷
- 통일방송

### 미국
- (영어) CIA - The World Factbook: Korea, North 보관됨 2020-05-18 - 웨이백 머신 CIA의 데이터

### 일본
- (일본어) 일본 외무성의 조선민주주의인민공화국 정보

### 비공식 사이트
- 데일리 NK
- (영어) Images of North Korea  조선민주주의인민공화국 사진
- (영어) Musicals and Dramatic People's Republic of Korea
- (일본어) North Korea Today
- The Daily NK
- (영어) 론리플래닛의 정보(조선민주주의인민공화국편)
- 북한전략연구 - 북한전략정보서비스센타
- Foreign investment in North Korea 조선민주주의인민공화국의 외국인 투자에 대한 동영상